# Benyamin Netanyahou
Pour les articles homonymes, voir Netanyahou et Bibi.
Benyamin Netanyahou (en hébreu : בִּנְיָמִין נְתַנְיָהוּ, parfois traduit en français Benjamin Netanyahou), né le 21 octobre 1949 à Tel Aviv, est un homme d'État israélien. Président du Likoud, parti sioniste national-conservateur, il est Premier ministre d'Israël de 1996 à 1999, de 2009 à 2021 et de nouveau depuis 2022.
Fils de l'historien nationaliste Bension Netanyahou (né Mileikowsky), il sert dans l'armée israélienne au sein du Sayeret Matkal, une unité de forces spéciales. Il participe notamment à l'opération Gift en 1968 à Beyrouth, où il est blessé au combat. Il part ensuite aux États-Unis où il étudie au MIT et travaille dans le secteur privé.
Revenu en Israël, il est d'abord diplomate, notamment ambassadeur de l'État d'Israël auprès des Nations unies entre 1984 et 1988. Il entre pour la première fois dans un gouvernement en 1990, en tant que vice-ministre des Affaires étrangères.
Il devient Premier ministre en 1996, après avoir battu le sortant travailliste, Shimon Peres. Il quitte le pouvoir en 1999, à la suite de sa défaite face au travailliste Ehud Barak. En 2002, il retrouve une position d’importance en étant nommé ministre des Affaires étrangères dans le gouvernement d'Ariel Sharon, qui lui confie l'année suivante le ministère des Finances. Il quitte le gouvernement en 2005 et entre dans l'opposition.
Après les élections législatives de 2009, il retrouve la tête du gouvernement, et occupe successivement ou de façon concomitante plusieurs autres responsabilités ministérielles (Logement, Affaires religieuses, Justice, Finances, Affaires étrangères, Santé, Immigration, Défense, etc.). Il est reconduit à son poste de Premier ministre à la suite des élections législatives de 2013 puis de celles de 2015. Son parti arrive également en tête des quatre scrutins législatifs qui se tiennent entre 2019 et 2021, mais sans qu'il parvienne à former de coalition stable au sein d'un parlement particulièrement morcelé ; Naftali Bennett réussit finalement à former un gouvernement et à lui succéder en 2021.
Durant son second mandat de Premier ministre, il permet l’implantation de nouvelles colonies israéliennes, fait voter la loi Israël, État-nation du peuple juif, œuvre au transfert du siège de l’ambassade des États-Unis à Jérusalem, d’autres pays faisant de même dans la foulée, signe les accords d'Abraham avec les Émirats arabes unis et Bahreïn, affaiblissant ainsi le front arabe en faveur de la Palestine, et lance un processus de normalisation diplomatique avec le Maroc et le Soudan. Il gère également les guerres de Gaza de 2012 et de 2014.
Les élections législatives de 2022 donnent une majorité absolue aux partis soutenant son retour au pouvoir, ce qui lui permet de redevenir Premier ministre, cette fois à la tête du gouvernement le plus à droite qu’Israël ait connu depuis sa fondation. La nouvelle coalition souhaite changer le système juridique et retirer à la Cour suprême d'Israël une partie de ses prérogatives, conduisant à des protestations de masse. En octobre 2023, il forme un cabinet de guerre à la suite de l'attaque du Hamas qui a fait plus de mille morts israéliens. Il mène par la suite la guerre de Gaza, tuant des dizaines de milliers de civils palestiniens et détruisant la plus grande partie de l'enclave, ce qui lui vaut d’être accusé à l'international de s'en prendre volontairement aux populations civiles palestiniennes, voire de mener un génocide. Depuis novembre 2024, il est sous mandat d'arrêt de la Cour pénale internationale pour crimes de guerre et crimes contre l'humanité.
Avec un total de dix-sept années passées à la tête du gouvernement — dont douze consécutives —, Benyamin Netanyahou est le Premier ministre israélien ayant exercé cette fonction le plus longtemps, aussi bien de manière consécutive que globale. Poursuivi pour corruption, fraude et abus de confiance, il devient en 2019 le premier chef de gouvernement israélien à être inculpé alors qu'il est en exercice.

## Situation personnelle

### Origines
Petit-fils d’un rabbin émigré de Lituanie en Palestine mandataire en 1920, Benyamin Netanyahou naît à Tel Aviv le 21 octobre 1949 dans une famille militante du « sionisme révisionniste ». Son père, Bension Netanyahou, est notamment le secrétaire de Zeev Vladimir Jabotinsky, le père spirituel de la droite israélienne au sein de laquelle naîtra plus tard le Likoud. Sa mère s'appelle Tzila née Segal. Il est le deuxième d'une fratrie de trois garçons. Ses deux frères sont Yonatan, l'aîné, mort en mission en 1976 lors du raid d'Entebbe, et Iddo, le benjamin.

### Formation

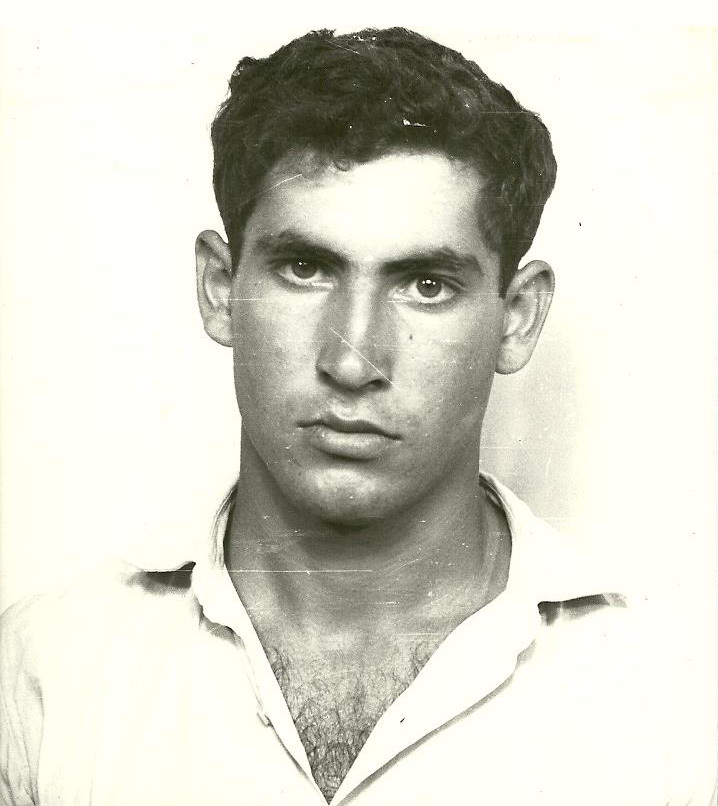
Photo de son dossier militaire, 1967.

Au début des années 1960, la famille Netanyahou quitte Jérusalem pour s’installer aux États-Unis, où Benyamin Netanyahou suit des cours d’architecture et d'administration des affaires au sein du Massachusetts Institute of Technology (MIT).
En 1967, il rentre en Israël pour y effectuer son service militaire dans l’unité d’élite Sayeret Matkal de l'armée de défense d'Israël (Tsahal). Il participe à plusieurs faits d'armes notamment en mars 1968, à la bataille de Karameh où il tente sans succès de capturer Yasser Arafat. En décembre 1968, en représailles à une attaque à la grenade contre un avion d'El Al à Athènes, un commando dont il fait partie plastique une quinzaine d'avions de la compagnie libanaise Middle East Airlines sur l'aéroport de Beyrouth. Le 8 mai 1972, il est membre du commando chargé de libérer près de cent otages retenus par le groupe Septembre noir à bord d'un avion de la Sabena détourné sur Tel Aviv. En 1973, il quitte l'armée.
De retour aux États-Unis, il reprend ses études au MIT à Boston. Il est ensuite employé au sein du Boston Consulting Group, un cabinet de conseil en stratégie, jusqu’en 1978, avant de retourner en Israël au sein de la compagnie BlackBerry (alors appelé RIM industries) à Jérusalem.

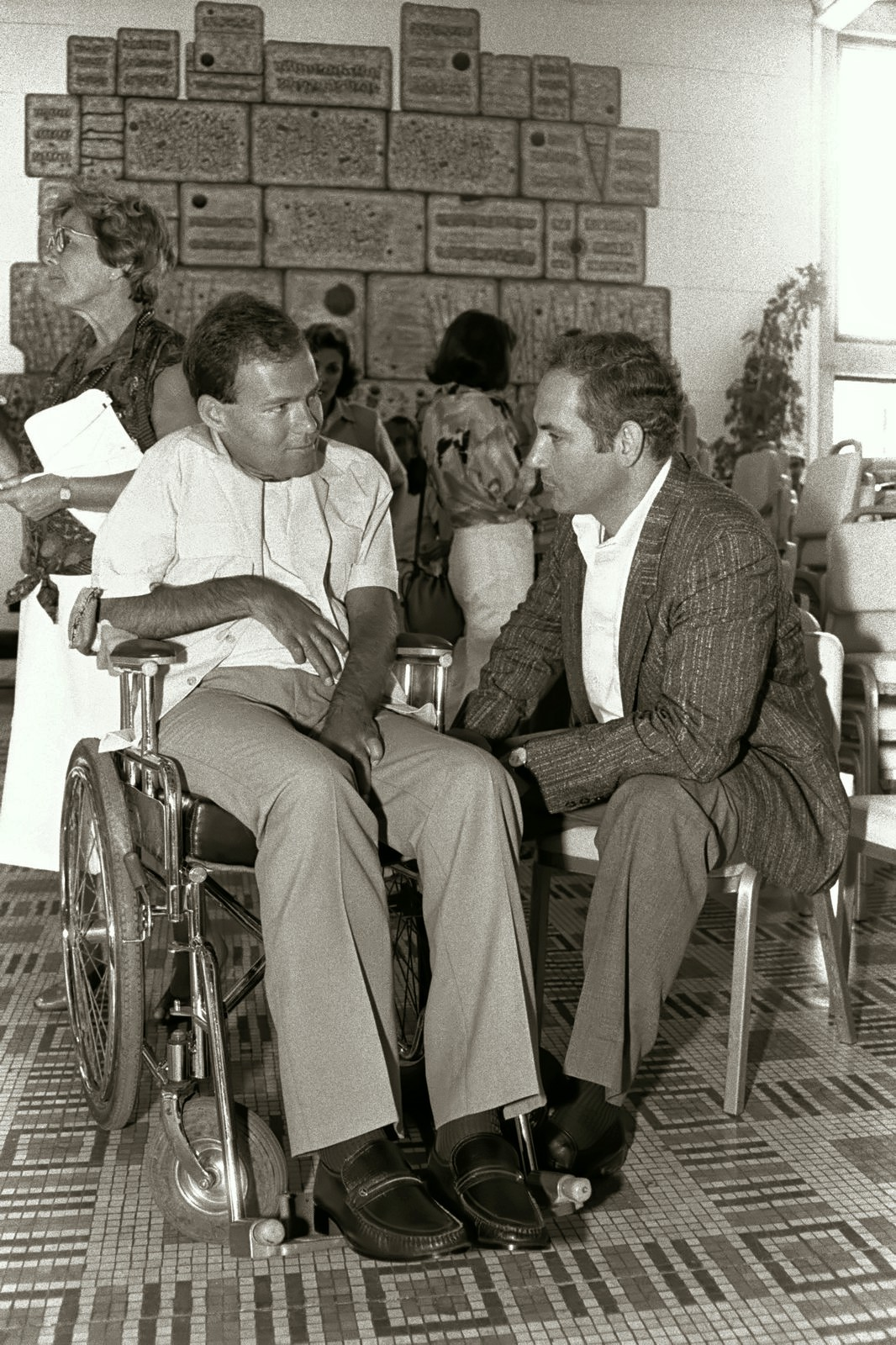
Benyamin Netanyahou s'entretenant avec un soldat blessé au cours de l'opération Entebbe (juillet 1976).

La fin des années 1970 est ponctuée d’un événement dramatique qui va marquer le développement et le renforcement de son action politique : au cours du raid d'Entebbe, son frère Yonathan meurt au combat, à la tête du commando israélien, lors de la libération d’otages occidentaux. Il défend l'idée de l'obtention de « la paix par la sécurité » et qu'Israël doit conserver le contrôle permanent de la Cisjordanie ainsi que de ses colonies en territoires occupés. Cette position sera critiquée par des acteurs internationaux lors de son accession au poste de Premier ministre de l’État d’Israël.

### Vie privée

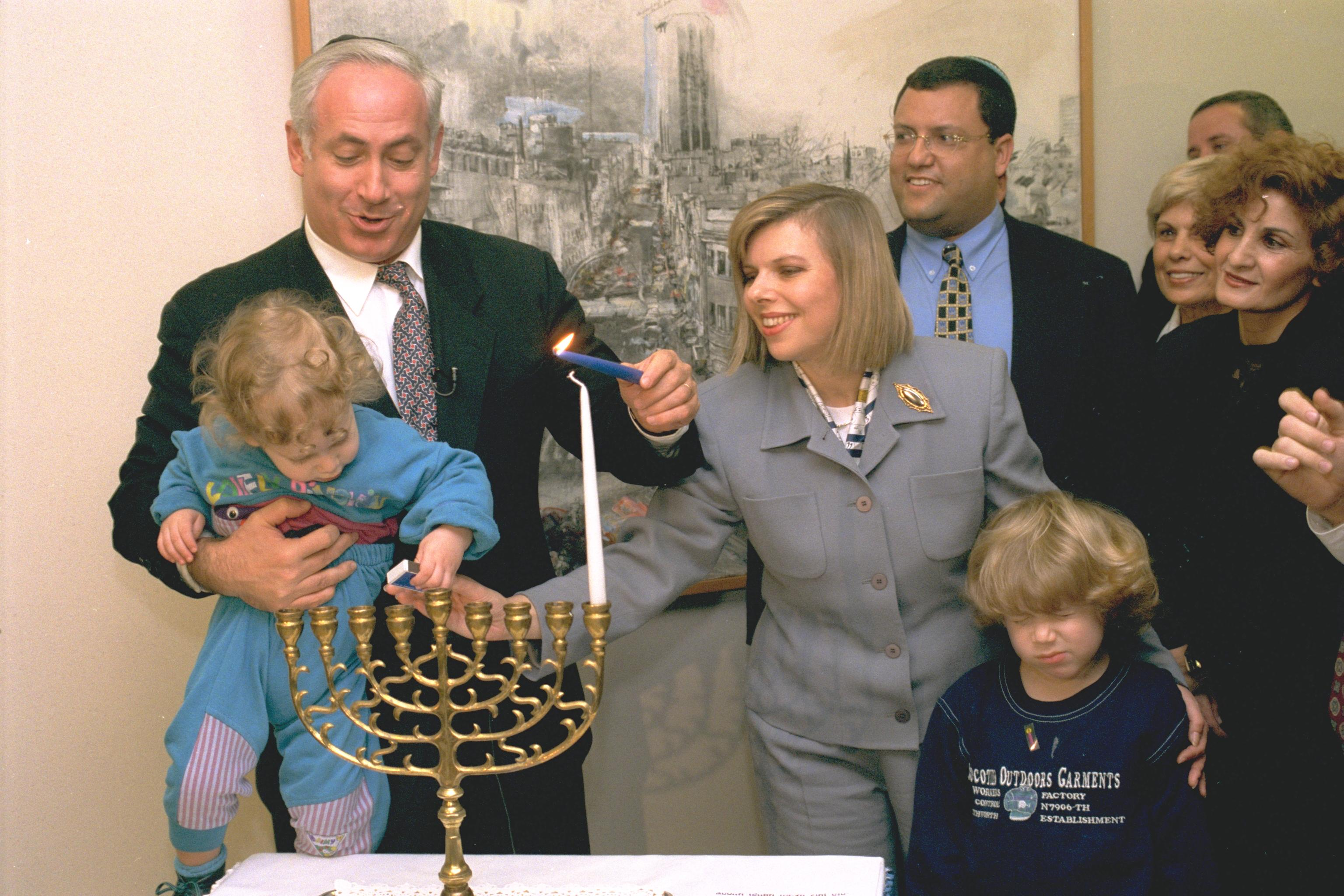
Benyamin Netanyahou avec sa femme Sara et leurs deux fils, Yaïr et Avner, durant Hanoucca le 5 décembre 1996.

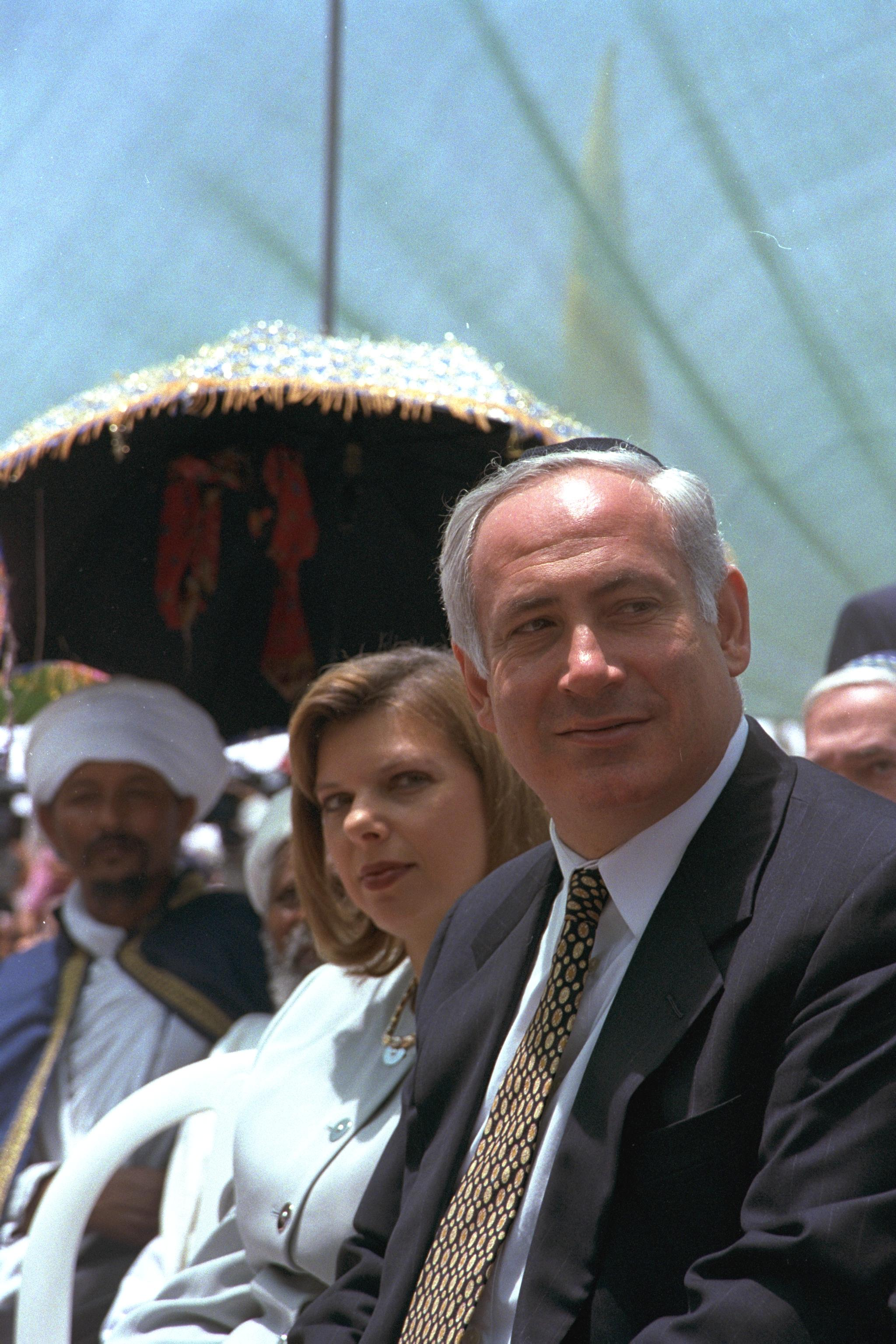
Benyamin Netanyahou avec sa femme Sara en 1997.

Benyamin Netanyahou s'est marié à trois reprises et a eu en tout trois enfants avec deux de ses femmes.
De son premier mariage, avec Miriam Weizmann, naît une fille, Noa, le 29 avril 1978. Le couple divorce en 1978, trois ans avant que Netanyahou ne se remarie avec Fleur Cates, une citoyenne britannique qui s'est convertie au judaïsme pour son mariage. Ce mariage est finalement dissous en 1984, sans que le couple n'ait eu d'enfant.
En 1991, Benyamin Netanyahou épouse la psychologue Sara Ben-Artzi, qu'il a rencontrée lors d'un vol reliant New York et Tel Aviv. De cette union sont nés deux fils : Yaïr, le 26 juillet 1991, et Avner, le 10 octobre 1994.

## Parcours politique

### Débuts et carrière professionnelle (jusqu’en 1996)
Issu d’une famille militante de droite et participant lui-même dans sa jeunesse à des actions ponctuelles de soutien au Likoud, Benyamin Netanyahou commence véritablement sa carrière politique en chapeautant l’édification du Yonathan Institute for the Study of Terrorism, une plate-forme de réflexion portant le nom de son frère, héros du raid d’Entebbe, et qui a pour but de sensibiliser l’opinion publique sur les questions de sécurité qui touchent l’État d’Israël. Très proche des élus de droite, il est nommé collaborateur au sein de l’Ambassade israélienne à Washington (1982–1984) sous les ordres du chef de poste Moshe Arens. En 1984, il fait l’objet d’une promotion en assumant le rôle d’ambassadeur de l’État hébreu auprès des Nations unies à New York.
Dans l'exercice de ces deux fonctions successives, il se fait rapidement connaître sur la scène nationale et internationale comme un avocat convaincant des positions israéliennes dans le conflit israélo-arabe. À une ascension fulgurante et carrière météorique au sein de l’administration diplomatique succède une entrée en politique avec élection comme député à la Knesset en 1988. Étoile montante du Likoud, le jeune homme grimpe successivement les échelons en devenant ministre adjoint des Affaires étrangères (1988–1990), puis conseiller spécial lors des négociations relatives à la conférence de Madrid pour la paix.

### Premier mandat de Premier ministre (1996-1999)
Sa montée dans l’état-major du Likoud est telle que Benyamin Netanyahou en devient le fer de lance avant de battre le travailliste Shimon Peres lors des élections de 1996 : il recueille 50,5 % des suffrages contre 49,5 % pour le chef du gouvernement sortant, tandis que ses listes obtiennent 32 sièges (sur 120) à la Knesset. À 47 ans, il devient ainsi le plus jeune chef de gouvernement de l’histoire du pays, ainsi que le premier à être né après la proclamation de l’indépendance. À la suite de la défaite des travaillistes, l’arrivée d’un membre du Likoud aux affaires a eu pour résultat une différence de politique dans la gestion de la crise au Proche-Orient et du processus de paix entamé avec les Palestiniens. D’emblée, le nouveau Premier ministre a adopté une position basée sur la sécurité en échange de la paix. Lors de sa première rencontre avec le président américain Bill Clinton, celui-ci critique Netanyahou : « Pour qui se prend ce type ? Qui est la p… de superpuissance, ici ? ».
Considérant que le territoire de la Cisjordanie fait partie de la terre d'Israël, il a eu pour objectif de maintenir un contrôle sur la « Judée-Samarie » (Cisjordanie), en favorisant la construction de nouvelles implantations israéliennes sur cette portion de territoire. Opposé à la création d’un État palestinien, il était favorable à un statut d’autonomie étendue, telle que déjà prévue dans les accords d’Oslo. Ces différentes positions ont marqué un tournant majeur par rapport à la politique menée jadis par les travaillistes, et ont fait l’objet d’une dégradation des relations avec l’Autorité nationale palestinienne qui l’accusait de geler le dialogue pour la paix.
Sur le plan international, son mandat a été aussi celui de la gestion de la crise au Liban du Sud, entre le maintien d’unités de Tsahal appuyées par les milices de l’Armée du Liban sud (ALS) et les demandes pressantes au sein de l’opinion publique, afin de procéder à un retrait militaire. Ce dernier n’a eu lieu que lors du mandat d'Ehud Barak, son successeur. La Maison-Blanche et l’Union européenne ont souvent critiqué les positions de Benyamin Netanyahou à l’égard de l’Autorité palestinienne. Jusqu’en 1999 et le retour au pouvoir des travaillistes sous la houlette d'Ehud Barak, les relations seront relativement conflictuelles.
Battu lors des élections générales de 1999, Benyamin Netanyahou, sonné par cet échec, quitte la présidence du Likoud, la confiant à l'ancien ministre des Affaires étrangères Ariel Sharon.

### Période de retrait du gouvernement (1999-2002)
Une vidéo tournée secrètement en 2001 et publiée en 2010 montre Benyamin Netanyahou alors qu'il est en visite dans la colonie d'Ofra (en), expliquant à des habitants de l'implantation, victimes du terrorisme,, comment il a imposé « sa propre interprétation des accords » dans le but de « mettre fin à cette frénésie de retour vers les frontières de 1967 ». The Guardian précise que Benyamin Netanyahou est loin d'être le seul acteur du conflit israélo-palestinien à tenir un double langage en privé et en public, en rappelant la duplicité de Yasser Arafat, dont les déclarations à l'Occident étaient très différentes de celles tenues devant ses soutiens du monde islamique. Le Guardian déplore par la même occasion l'absence de pressions intérieures israéliennes pour relancer les pourparlers avec l'Autorité palestinienne.

### Chef de la diplomatie et ministre des Finances (2002-2005)
En 2002, Benyamin Netanyahou revient au poste de ministre des Affaires étrangères lorsque les travaillistes quittent le gouvernement.
Il occupe ensuite le portefeuille des Finances qu’il conservera jusqu’en 2005, dans le 2e gouvernement d’Ariel Sharon, quand il démissionne pour manifester son désaccord avec le plan de désengagement de la bande de Gaza, ce qui est interprété par les médias comme un glissement à droite[réf. nécessaire].

### À la tête du Likoud dans l'opposition (2005-2009)
Après un passage au sein du cabinet d’Ariel Sharon et à la suite de l’annonce du plan de désengagement de la bande de Gaza, Benyamin Netanyahou démissionne de ses fonctions ministérielles et tente de provoquer l’abandon de ce projet en mobilisant une partie du Likoud, en vain. À la suite de l’annonce d’élections anticipées pour 2006 et de la création par Ariel Sharon de Kadima, formation centriste qui réunit d’anciens membres du Parti travailliste et du Likoud, Benyamin Netanyahou est élu chef du Likoud le 19 décembre 2005, avec 43,1 % des voix contre 37,4 % à Silvan Shalom.
Le 29 décembre 2005, il ordonne aux quatre ministres Likoud du gouvernement de surseoir à leur démission prévue le 8 janvier 2006, en raison de la situation créée par la dégradation de l’état de santé d’Ariel Sharon. Une requête accueillie favorablement par le ministre de l'Agriculture Israël Katz (en) qui a annoncé que les membres du Likoud resteraient au gouvernement aussi longtemps que nécessaire. À l’issue des élections législatives, son parti n’obtient que 12 sièges contre 38 précédemment.
Le 14 août 2007, il est réélu à la tête du Likoud avec 73 % des voix contre 22 % pour le candidat de la droite religieuse, Moshe Feiglin.

### Deuxième gouvernement (2009-2013)

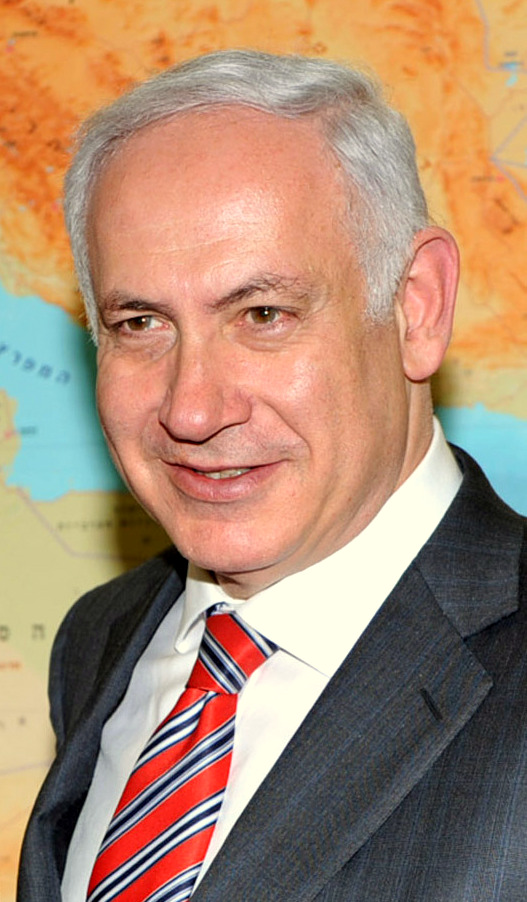
Benyamin Netanyahou en 2011.

Benyamin Netanyahou mène la campagne du Likoud lors des élections législatives de 2009. En obtenant 27 sièges sur les 120 de la Knesset, il est cependant devancé d'un siège par Kadima. Néanmoins, le président Shimon Peres le charge de former un nouveau gouvernement, Tzipi Livni ayant annoncé son intention de rester dans l’opposition. S’il forme un gouvernement ancré à droite dans lequel sont annoncés les nationalistes d’Israel Beytenou d’Avigdor Liberman (15 sièges), le parti ultra-orthodoxe Shas (11 sièges) et Le Foyer juif (3 sièges), il parvient également à convaincre les travaillistes d'Ehud Barak (13 sièges) de rejoindre sa coalition. Le deuxième gouvernement Netanyahou est investi le 31 mars 2009, par une majorité de 69 voix contre 45. Il prend ses fonctions le lendemain. Un sondage démontre que 54 % des Israéliens s’affirment mécontents de ce gouvernement contre seulement 30 % qui pensent le contraire.
Le 6 juillet 2009, Benyamin Netanyahou, dans un entretien avec le ministre des Affaires étrangères allemand Frank-Walter Steinmeier, a confié que le retrait des colonies israéliennes de Cisjordanie demandé par les Palestiniens conduirait à rendre ce territoire « Judenrein », qualificatif historiquement utilisé par les nazis pour parler des territoires dont ils avaient expulsé la population juive. Le mois suivant, paraît dans le quotidien suédois Aftonbladet, une allégation sur le fait que l'armée israélienne prélèverait des organes sur les cadavres de Palestiniens tués. Les autorités israéliennes condamnent cet article, mais le Premier ministre du royaume, Fredrik Reinfeldt, déclare seulement : « Nous n'avons rien à dire. Nous ne nous excuserons pas ». Son ministre des Affaires étrangères, Carl Bildt, estime que le pays doit être « plus vigilant pour expliquer à l'extérieur la façon dont notre liberté d'expression et de la presse fonctionne. […] C'est Aftonbladet qui est responsable du contenu qu'il publie, pas le gouvernement. », venant ainsi le soutenir.
À l'été 2011, Netanyahou doit faire face au plus important mouvement de contestation sociale depuis la création de l'État d'Israël. Des centaines de milliers de personnes protestent notamment contre le coût de la vie. Le 23 septembre suivant, il tient devant l'Assemblée générale des Nations unies un discours où il demande des négociations directes à Mahmoud Abbas. Le 31 octobre 2012, en visite officielle en France, il déclare lors d'une conférence de presse avec François Hollande : « En ma qualité de Premier ministre d'Israël, je le dis toujours aux juifs où qu'ils soient : venez en Israël et faites d'Israël votre chez vous ». Le lendemain, il se rend à Toulouse avec le président français pour participer à une cérémonie d'hommage aux victimes de la tuerie de Toulouse. Il y déclare : « Le meurtrier de Toulouse n’a pas seulement tué des juifs mais aussi des soldats français, musulmans et chrétiens, sans aucune distinction. La haine barbare de ces assassins ne menace pas seulement les juifs mais la civilisation tout entière ».

### Troisième gouvernement (2013-2015)

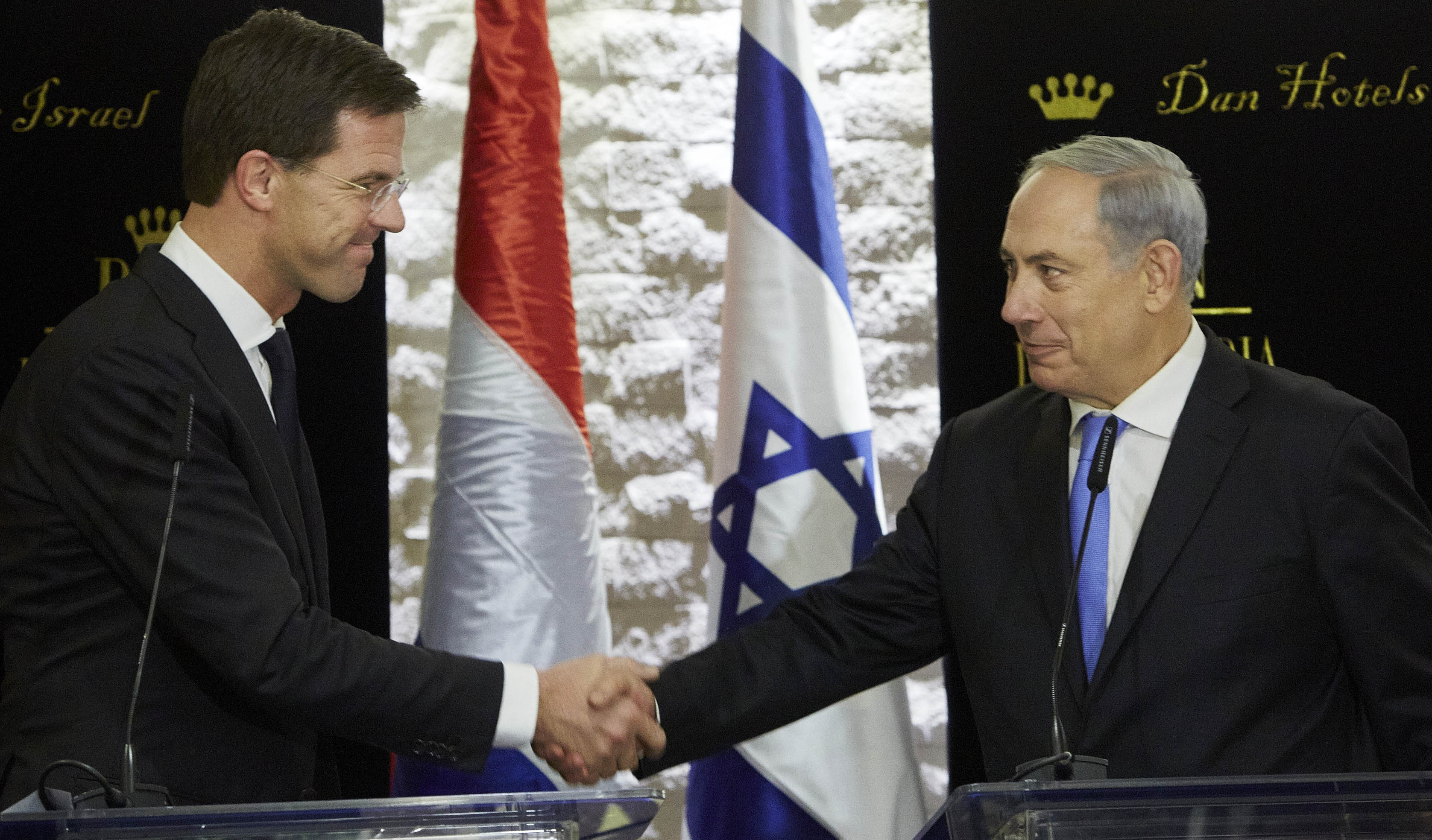
Benyamin Netanyahou, à droite, recevant le Premier ministre néerlandais, Mark Rutte, en 2013.

Le 22 janvier 2013, Benyamin Netanyahou remporte les élections qu'il a convoquées, bien qu'ayant perdu plusieurs sièges au profit de ses alliés d'extrême droite et du bloc d'opposition de centre-gauche. Il reste donc Premier ministre à l'issue de ces élections. La nomination du millionnaire Naftali Bennett au poste de ministre des Affaires religieuses dans son troisième gouvernement prête à polémique : ce dernier a déclaré qu'il n'avait « aucun problème » à tuer des Arabes, ce qu'il a déjà fait durant son service militaire.
Le 8 juillet 2014, à la suite du meurtre de trois adolescents israéliens en juin 2014 et de l'intensification des tirs de roquettes en provenance de la bande de Gaza, il déclenche l'opération Bordure protectrice, contre le Hamas. Au 25 juillet, on comptait plus de 800 morts palestiniens et plusieurs bavures graves étaient constatées. Le 8 août, malgré plus de 1 900 morts palestiniens depuis le début de l'opération, le Hamas refusait de prolonger la trêve en vigueur depuis le 5 août. L'image d'Israël auprès de la communauté mondiale est ternie, après des révélations concernant le fait que Tsahal a délibérément attaqué des ambulances à Gaza, et que l'armée « tire dans le tas pour avoir un terroriste, peu importe le nombre de victimes civiles ».
Le mandat de Benyamin Netanyahou est en outre caractérisé par une détérioration des liens entre l'administration américaine d'Obama et le représentant israélien. Cette dégradation est ponctuée par plusieurs épisodes allant jusqu'à ce qui est décrit comme une crise des relations israélo-américaines en octobre 2014,.
Cette relation tendue est encore détériorée début 2015 par une invitation du Congrès des États-Unis en mars 2015 sans le soutien de l'administration Obama, intervention exhortant le Congrès à s’opposer aux négociations en cours sur le nucléaire iranien et qui suscite maintes réactions négatives dans la communauté juive américaine. Cette invitation est commentée par la presse comme un « affront » au président des États-Unis.
Netanyahou doit également faire face en avril 2015 à une manifestation de 2 000 Israéliens d'origine éthiopienne dénonçant le racisme de la police israélienne. Le 4 mai suivant, l'ONG israélienne Breaking the Silence publie un rapport contenant les témoignages anonymes d'environ 60 soldats qui ont participé à la guerre de Gaza l'année précédente. Ce rapport met en cause le commandement qui demandait aux soldats de ne pas faire la distinction entre civils et terroristes sur ces territoires, de tirer peu importe le risque que présentait la cible. Ces allégations entraînent l'ouverture de plusieurs enquêtes au sein de l'armée israélienne qui a mis en doute la crédibilité des témoignages présentés par Breaking the Silence. The Washington Post réitère ces dires, affirmant de sources sûres qu'il n'y « avait pas de règles » officielles pour cette guerre.
Le pays est par ailleurs accusé par l'ONG américaine Human Rights Watch d'exploiter des centaines de travailleurs thaïlandais pour améliorer ses rendements agricoles. Le ministre de l'Économie ne commente pas le contenu du rapport mais rappelle qu'Israël a signé en 2011 un accord bilatéral avec la Thaïlande qui facilite l'emploi des travailleurs de ce pays. Pour Human Rights Watch, cet accord serait insuffisant pour assurer la protection de leurs droits.

### Quatrième gouvernement (2015-2020)

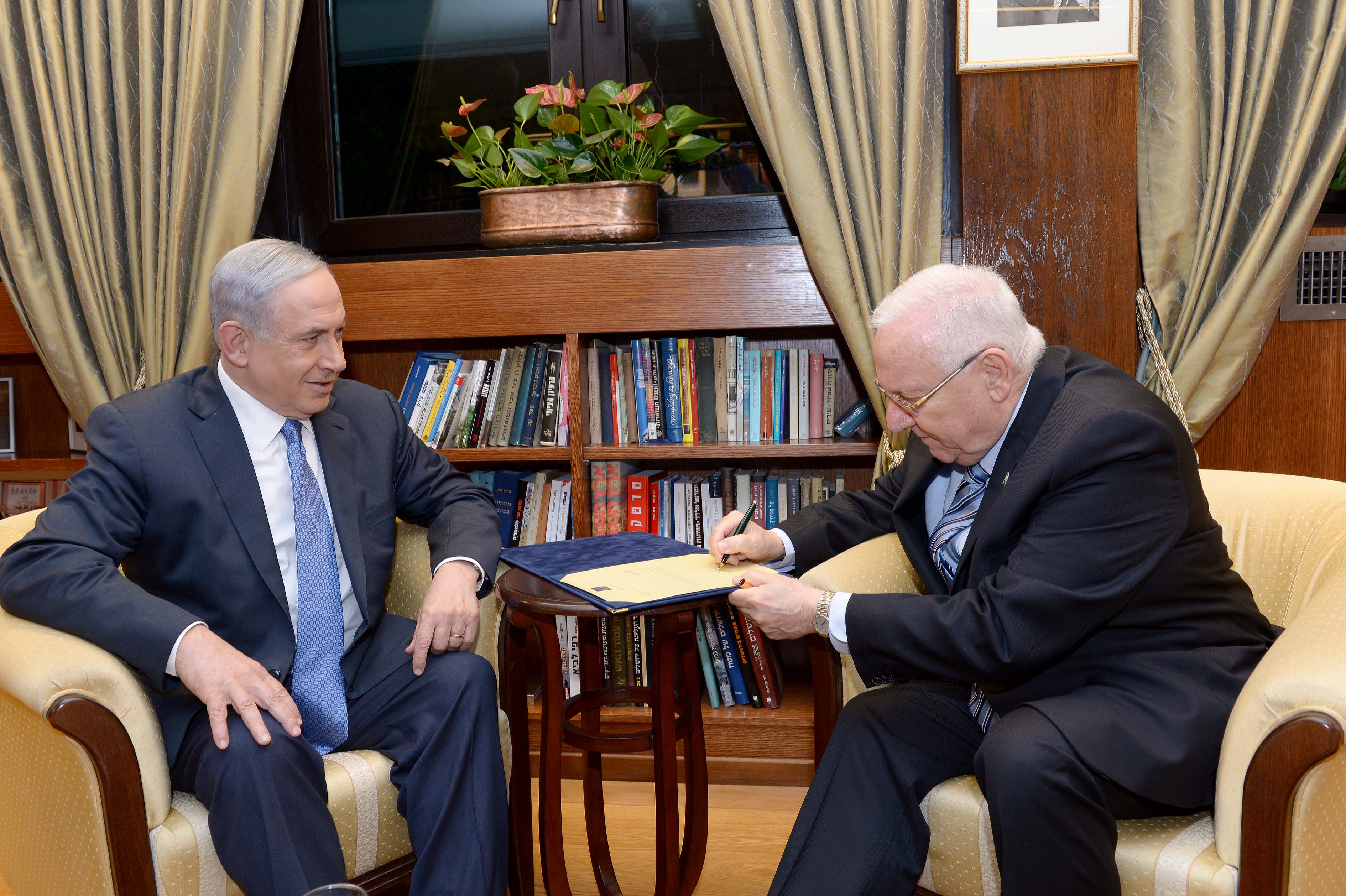
Benyamin Netanyahou, à gauche, et le président Reuven Rivlin en 2015.

La campagne des législatives de 2015 est marquée par la publication d'une note de frais abusive payée pour le couple Netanyahou par l'État, en nourriture notamment, et par l'indemnité de fonction de Benyamin Netanyahou. Le Likoud, après avoir mis en avant une politique stricte à l'égard des pays arabes, finit en tête de l'élection avec 23 % des voix, contre 18 % pour l'Union sioniste. Le 6 mai 2015, le gouvernement obtient la confiance de la Knesset à une voix près. Avigdor Liberman, meneur de la droite dure et ministre non reconduit des Affaires étrangères, déclare vouloir faire « décapiter à la hache tous les Arabes infidèles à Israël » et la nouvelle ministre de la Justice, Ayelet Shaked, qualifie les Palestiniens de « serpents ».
En juillet 2015, Netanyahou condamne l'accord passé entre le groupe des 5+1 et l'Iran sur le programme nucléaire de ce dernier. Plus tard dans le mois, lors d'une visite à Chypre, Netanyahou annonce qu'il a donné son autorisation à la construction de 300 logements supplémentaires en Cisjordanie occupée. Dans le même temps, Amnesty International publie un rapport dans lequel elle affirme que courant 2014, des soldats israéliens ont tué 135 civils palestiniens afin de venger la capture d'un de leurs confrères ; Amnesty estime que l'enquête menée par les autorités militaires fut partiale et rapidement bouclée pour ne mettre en cause aucun commandant. Alors que la communauté internationale demande des explications, le ministre des Affaires étrangères dément ces accusations.

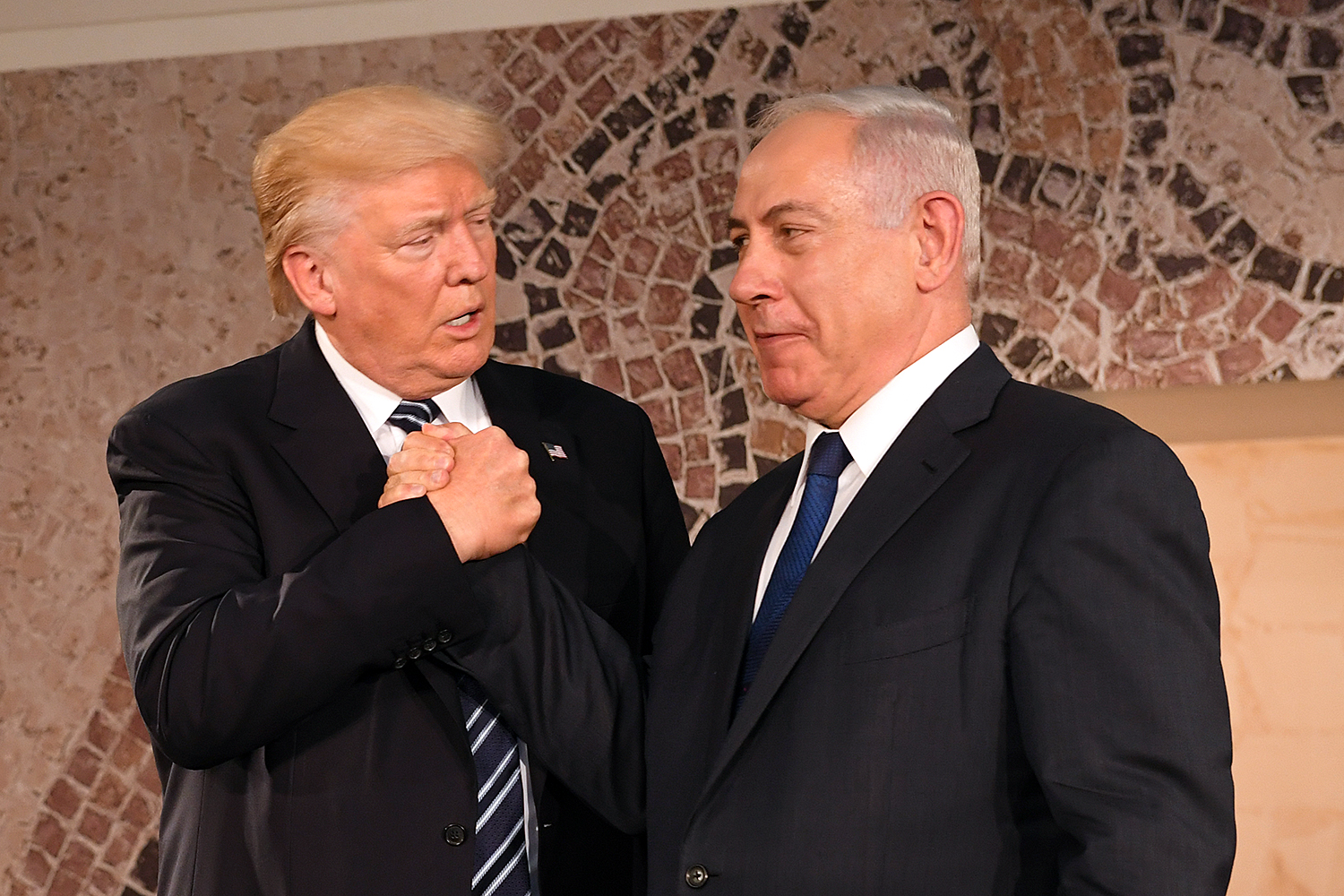
Benyamin Netanyahou, à droite, et Donald Trump en mai 2017.

À la tribune des Nations unies, le 1er octobre 2015, Netanyahou déclare être « prêt à reprendre immédiatement » les négociations avec les Palestiniens alors que « le président Abbas n’est pas disposé à le faire ». À partir de ce jour, le gouvernement Netanyahou doit faire face à une vague de violence entre Israéliens et Palestiniens. En effet, plusieurs Juifs sont tués dont certains à l'arme blanche et les Arabes habitant dans les territoires occupés participent à des émeutes contre les colonies. Toujours en octobre 2015, Benyamin Netanyahou soutient qu'« Hitler ne voulait pas exterminer les Juifs à l'époque ; il voulait seulement les expulser » et que c'est Mohammed Amin al-Husseini, grand Mufti de Jérusalem, qui l'aurait persuadé de les tuer car il ne voulait pas les voir arriver en Palestine. Cette prise de position entraîne de vives critiques. Du côté israélien, Isaac Herzog déclare sur sa page Facebook qu'« il s'agit d'une distorsion historique dangereuse ». Du côté palestinien, Saeb Erekat déclare que « Netanyahou devrait cesser d'utiliser cette tragédie humaine pour essayer de faire avancer son agenda politique » et regrette que le « chef du gouvernement israélien haïsse son voisin [palestinien] au point d'être prêt à absoudre le premier criminel de guerre de l'histoire, Adolf Hitler, du meurtre de six millions de juifs pendant l'Holocauste ».
En janvier 2016, alors qu'Israël est sur le point d'annexer plusieurs centaines d'hectares de terres en Cisjordanie — ce qu'aucun allié de l'État hébreu ne soutient en vertu du droit international —, Benyamin Netanyahou accuse le secrétaire général des Nations unies, Ban Ki-moon, de « soutenir le terrorisme palestinien », après que celui-ci a déclaré : « La frustration des Palestiniens s'accroît sous le poids d'un demi-siècle d'occupation et de paralysie du processus de paix. […] Il est dans la nature humaine de réagir à l'occupation, qui sert souvent d'incubateur puissant pour la haine et l'extrémisme. ». Selon plusieurs journalistes, Netanyahou se montre de plus en plus clivant, mettant sous pression les Arabes israéliens face à l'« identité distincte juive », notion défendue par le ministère israélien de l'Éducation, qui prend des mesures polémiques,.
Netanyahou doit faire face en mai 2016 à la démission de son ministre de la Défense Moshe Ya'alon, qui le dit plus préoccupé par « les échéances électorales et les sondages » que par les valeurs morales. Cette démission fait suite à la proposition de Netanyahou au nationaliste et populiste controversé Avigdor Liberman de lui donner le ministère de la Défense. Certains membres du Likoud critiquent Netanyahou, à l'image de Benny Begin (en), qui qualifie la nomination de Liberman de « geste délirant », et du ministre de la Protection environnementale, Avi Gabbay, qui démissionne pour protester contre la nomination de Liberman. Pour l'Autorité palestinienne, il s'agit d'« une nouvelle preuve que Netanyahou préfère promouvoir l'extrémisme ». Les commentateurs politiques décrivent alors le gouvernement comme étant le plus à droite de l'histoire du pays.
Quelque 45 000 Africains, la plupart d’origine soudanaise et érythréenne, trouvent clandestinement refuge en Israël à partir de 2004 et la guerre au Darfour. En septembre 2015, un accord entre Israël et l'Ouganda et le Rwanda sur le retour de ces réfugiés en Afrique est dénoncé par l'Initiative internationale sur les droits des réfugiés (IRRI),. L'État israélien refuse d'accueillir tout réfugié en raison de la taille de son territoire. Netanyahou défend sa politique de refus par un impératif de sécurité : la lutte contre le risque d'infiltration terroriste. Il met en exergue le fait qu'Israël est prêt à fournir de l'aide internationale aux pays en difficulté, et affirme que son pays soigne des Syriens,,. Il critique le philanthrope juif George Soros, l'accusant de souhaiter imposer le « multiculturalisme » et d'avoir voulu intégrer des immigrés africains en Israël.
Fin 2016, Benyamin Netanyahou s’élève contre le vote de la résolution 2334 du Conseil de sécurité des Nations unies demandant l'arrêt de la colonisation des territoires palestiniens ; cette résolution est adoptée grâce à l’abstention des États-Unis. Benyamin Netanyahou ordonne alors de réduire de 30 millions de shekels (soit 7,5 millions d’euros) le financement de cinq organismes rattachés à l'ONU, et ne cache pas attendre le début de la présidence Donald Trump, qui est plus perçu comme pro-Israël que Barack Obama.
La Knesset vote début 2017 la légalisation des expropriations de Palestiniens de leurs terres pour des projets de colonies, ce qui est condamné par la communauté internationale ; le président américain Donald Trump, qui se montre durant la campagne électorale très favorable à Israël, demande sans succès l'arrêt des constructions de colonies.

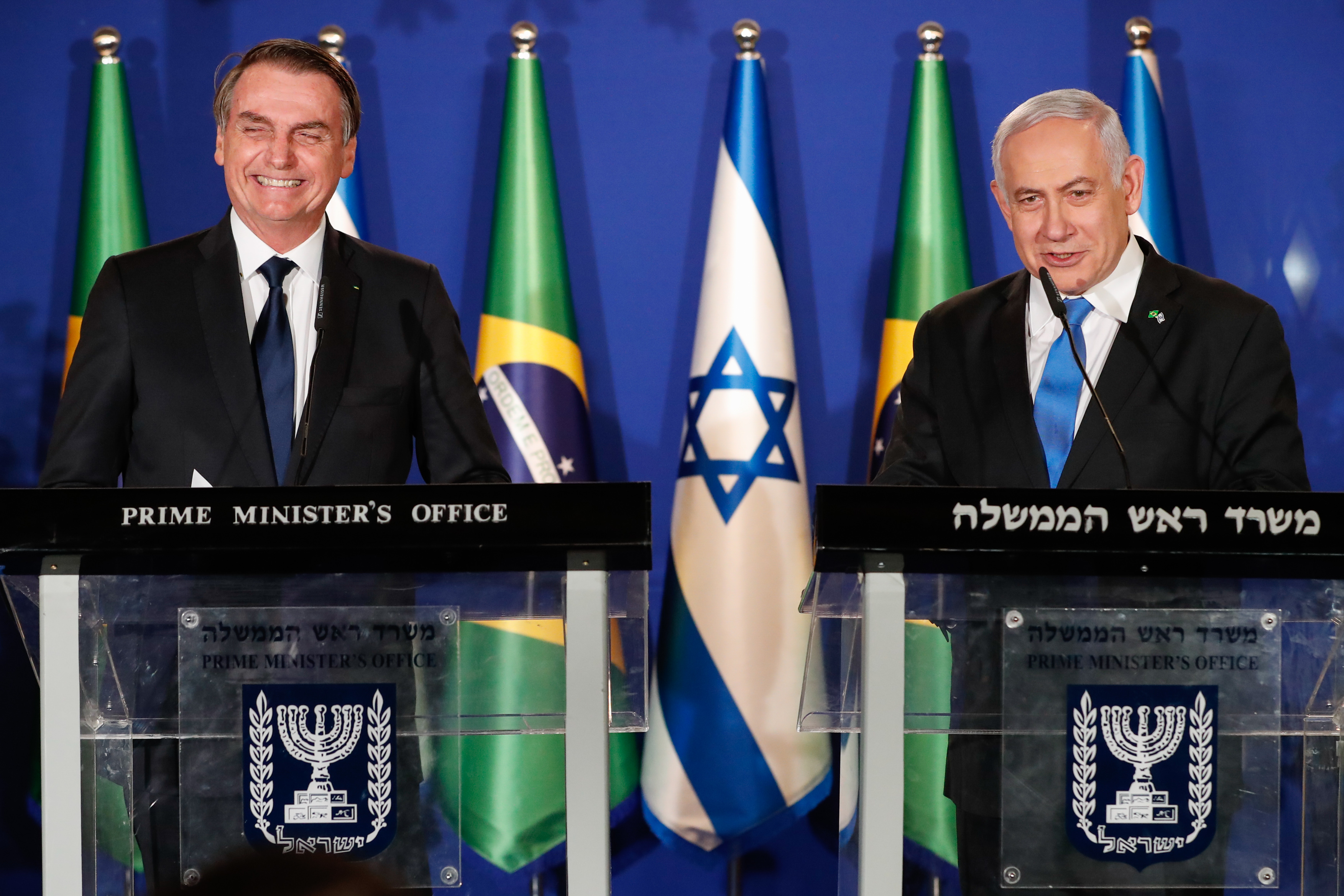
Benyamin Netanyahou, à droite, et le président brésilien, Jair Bolsonaro, en mars 2019.

À l’approche de la fin de son quatrième mandat, Benyamin Netanyahou reçoit plusieurs chefs d’État récemment élus qui lui apportent leur soutien. C’est notamment le cas de Donald Trump, qui fait transférer l’ambassade américaine à Jérusalem et reconnaît la souveraineté d'Israël sur le plateau du Golan, et de Jair Bolsonaro, qui est le premier chef de l’État étranger à effectuer une visite au Mur des Lamentations.
En juillet 2019, il devient la personnalité ayant exercé la fonction de Premier ministre le plus longtemps, devançant David Ben Gourion, fondateur de l'État d'Israël,.

#### Élections législatives de 2019 et 2020
Le 24 décembre 2018, à l'initiative de Benyamin Netanyahou, les partis de la coalition au pouvoir votent la dissolution de la Knesset. Cette décision résulte du souhait du parti laïc Israel Beytenou, présidé par Avigdor Liberman, de supprimer l’exemption de service militaire pour les ultra-orthodoxes juifs, ce qui suscite l’opposition des partis religieux. Pendant la campagne, Benyamin Netanyahou fait principalement face à l’alliance centriste Bleu et blanc, conduite par Benny Gantz, ancien chef d'état-major de Tsahal, et Yaïr Lapid, ancien ministre des Finances.
Le 9 avril 2019, le Likoud réalise son meilleur score depuis 2003, obtenant 26,5 % des voix et 35 sièges, soit cinq de plus que lors des élections précédentes. Avec les autres partis de droite, il paraît alors en mesure de former le nouveau gouvernement. Mais lors des négociations, les élus de la droite religieuse et Israel Beytenou continuent de s’opposer sur la question de l'obligation de service militaire pour les étudiants ultra-orthodoxes,. Après le refus du Parti travailliste de rejoindre la coalition, la convocation de nouvelles élections est annoncée, ce qui constitue une première dans l'histoire du pays dans une si courte période. Benyamin Netanyahou limoge dans la foulée les ministres Naftali Bennett et Ayelet Shaked, et nomme Amir Ohana, qui devient le premier membre du gouvernement ouvertement homosexuel de l’histoire du pays.

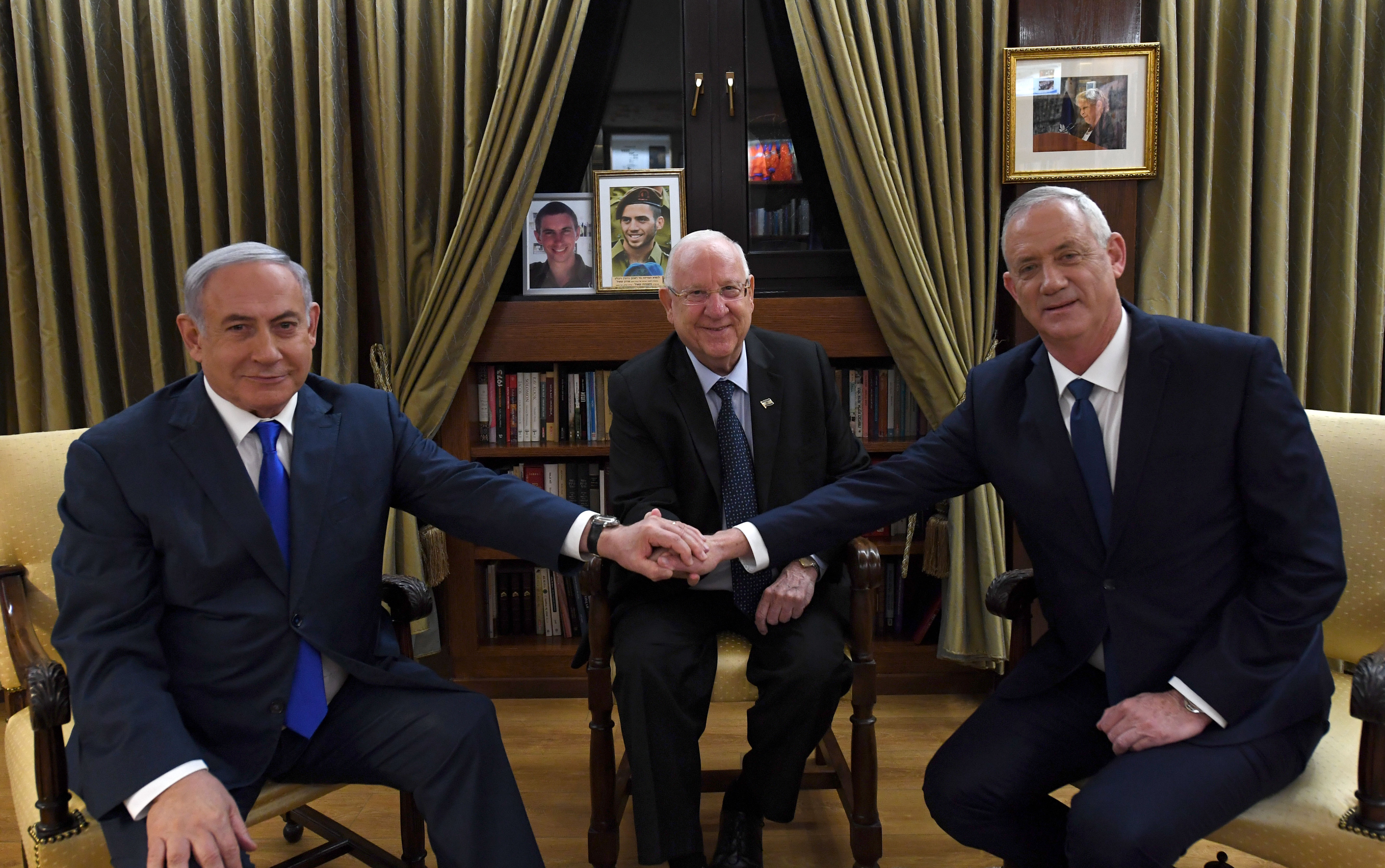
Benyamin Netanyahou, à gauche, et Benny Gantz rencontrant le président Reuven Rivlin pour tenter de former un gouvernement d'union nationale (23 septembre 2019).

Lors des élections du 17 septembre, pendant la campagne desquelles il a réitéré son souhait d'annexer les colonies de Cisjordanie occupée, Benyamin Netanyahou voit son parti perdre six sièges alors que son rival Benny Gantz en perd deux. Ce résultat est considéré comme un revers pour Netanyahou, qui reçoit néanmoins le soutien de 55 parlementaires, contre 54 pour Gantz (dont deux partis arabes, une première depuis 1992) ; en position d’arbitre, Israel Beytenou refuse de choisir entre les deux candidats, ce qui prolonge la crise politique,. Le 12 décembre, Benyamin Netanyahou annonce aussi vouloir abandonner toutes ses fonctions ministérielles — ministre de la Santé, ministre de la Protection sociale, ministre de la Diaspora et ministre de l'Agriculture par intérim. Il consent à l’organisation d'une primaire au sein du Likoud, qu’il remporte avec 72,5 % des voix contre 27,5 % pour Gideon Sa'ar.
Le 2 mars 2020, le Likoud progresse par rapport au scrutin précédent avec un score supérieur à celui accordé par les sondages, et le bloc de droite manque la majorité absolue de trois sièges. À la fin du mois de mars, Benny Gantz renonce à devenir Premier ministre et se fait élire président de la Knesset, à la suite de la démission de Yuli-Yoel Edelstein, dans le cadre de négociations avec le Likoud. Le 20 avril, après plus de seize mois d'intérim et des semaines d’incertitudes, et alors que les intentions de vote en faveur du Likoud progressent fortement en pleine pandémie de Covid-19, un gouvernement « d'union et d'urgence » est annoncé pour une durée de trois ans : il est prévu que Netanyahou reste Premier ministre pendant 18 mois, avant que Gantz ne lui succède pour 18 mois, dans le cadre d’un accord de rotation légalement contraignant. En attendant, celui-ci serait ministre de la Défense,. Cette décision provoque une scission au sein de Bleu et Blanc, des parlementaires désapprouvant cette alliance avec la droite.

### Cinquième gouvernement (2020-2021)

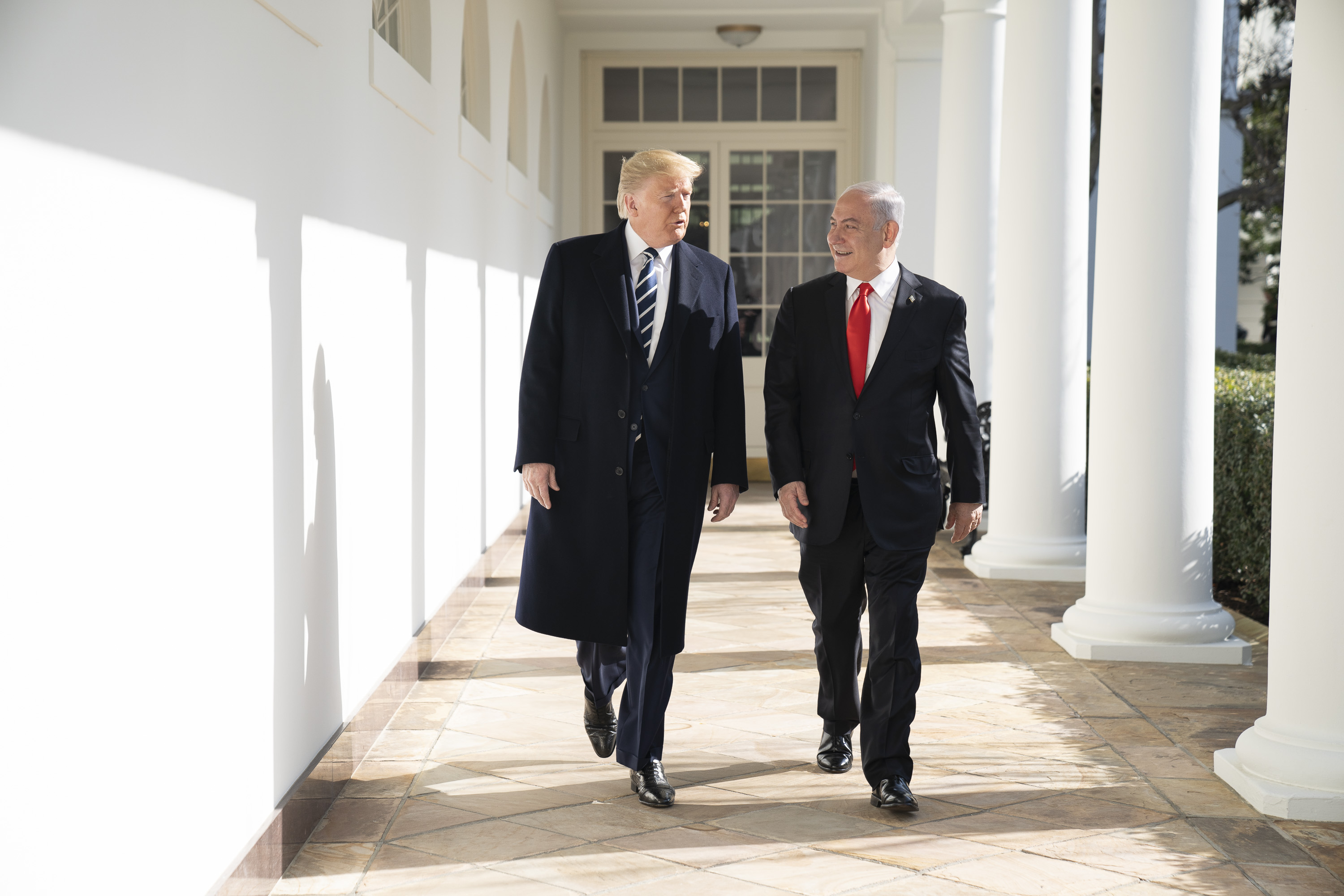
Benyamin Netanyahou, à droite, et le président Trump à la Maison-Blanche, en janvier 2020.

Le 7 mai 2020, Benyamin Netanyahou, qui a le soutien de 72 députés, est formellement chargé de former un gouvernement par le président de l'État d'Israël. Celui-ci est constitué le 17 mai, après des jours de report liés à des désaccords au sein du Likoud et de son bloc de droite pour l'attribution des portefeuilles ministériels,. La Knesset vote pour l’investiture du gouvernement le 17 mai.
La corruption dont est soupçonné Netanyahou, la crise due au coronavirus et ses conséquences économiques amènent d'importantes et parfois violentes manifestations contre Netanyahou en juillet et août 2020, près de sa résidence et dans tout le pays,,. Les dérogations au confinement accordées aux haredim, dont les prières publiques et les mariages, constituent des foyers de contamination, que le Premier ministre ne peut contrer sans s’aliéner une partie de sa clientèle électorale.
Le gouvernement de coalition formé le 17 mai 2020 est rapidement en proie aux désaccords sur le traitement de la crise économique due à la Covid-19. Le 9 août 2020, le cabinet ne peut pas se réunir comme c'est l'usage chaque dimanche, faute d'accord sur l'ordre du jour. Début décembre, Benny Gantz apporte son soutien à une motion de l'opposition visant à dissoudre la Knesset. Alors que l'accord de coalition prévoit une rotation à la condition qu'un budget unique soit adopté d'ici au 23 décembre 2020, la Knesset rejette ensuite une proposition de Bleu et blanc de séparer les deux budgets et de différer leur adoption, ce qui provoque la dissolution du Parlement.

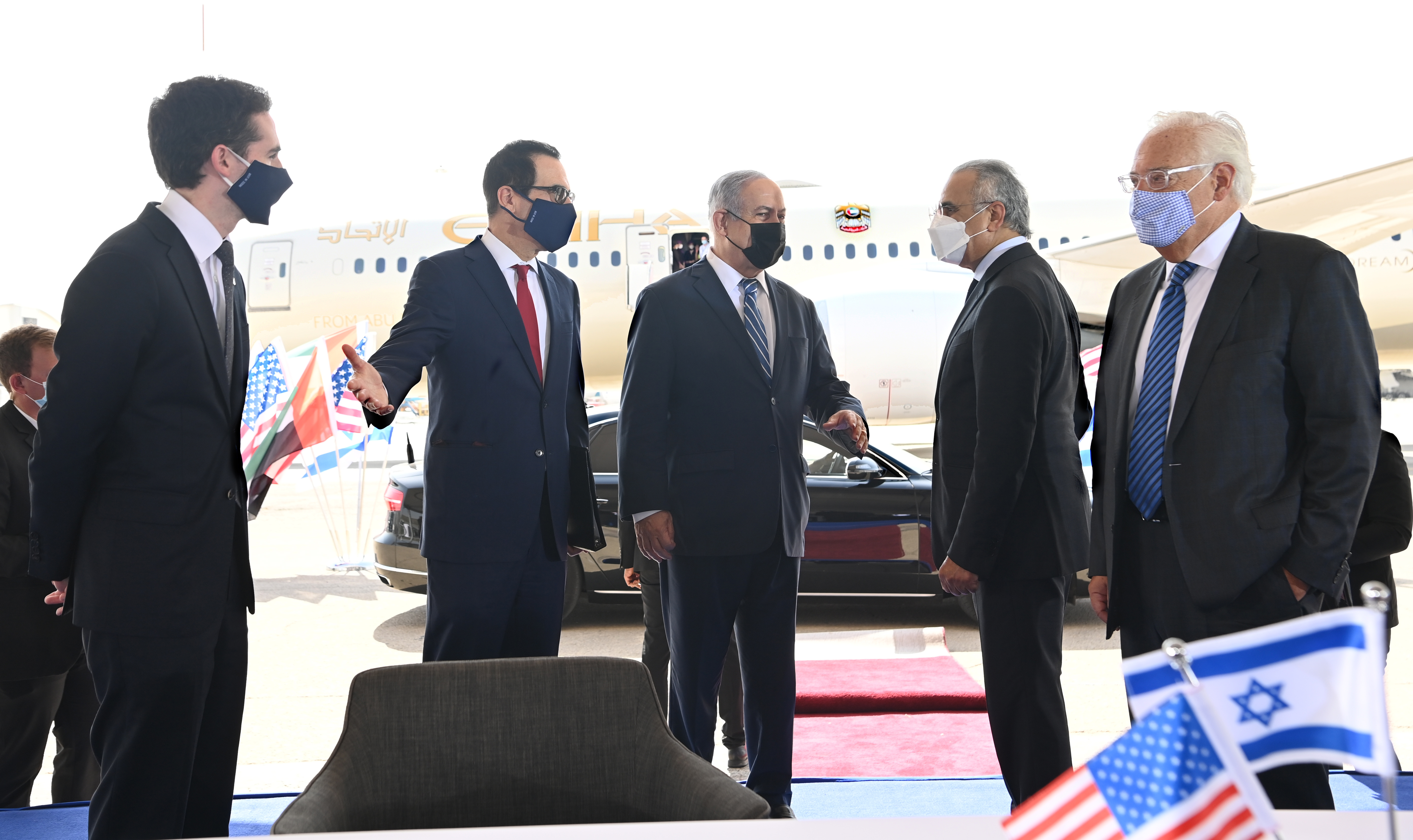
Benyamin Netanyahou, au centre, accueillant pour la première fois en Israël une délégation des Émirats arabes unis, un mois après la signature des accords d'Abraham (2020).

Dans le cadre de son « opération retour à la vie » contre la pandémie de Covid-19, il contacte personnellement à trente reprises Albert Bourla afin d’obtenir dix millions de doses du vaccin Pfizer-BioNtech pour sa population. Par la suite, Israël envoie plusieurs milliers de doses à une vingtaine de pays,.
À l’approche des élections législatives anticipées de 2021, dans la lignée des accords d'Abraham et dans un contexte d’affaiblissement de la Liste unifiée, Benyamin Netanyahou opère un revirement inédit en lançant une campagne pour gagner des voix arabes israéliennes. Il promet de lutter contre la criminalité qui gangrène les secteurs arabes et d'y augmenter les budgets municipaux. Le maire musulman de Nazareth, Ali Salam, lui apporte alors son soutien pour sa réélection,.
La procureure générale de la Cour pénale internationale, Fatou Bensouda, annonce en mars 2021 une enquête sur les « crimes de guerre » commis par Israël et le Hamas entre 2014 et 2021 qui auraient été perpétrés dans les territoires palestiniens, décision fustigée par Benyamin Netanyahou,.

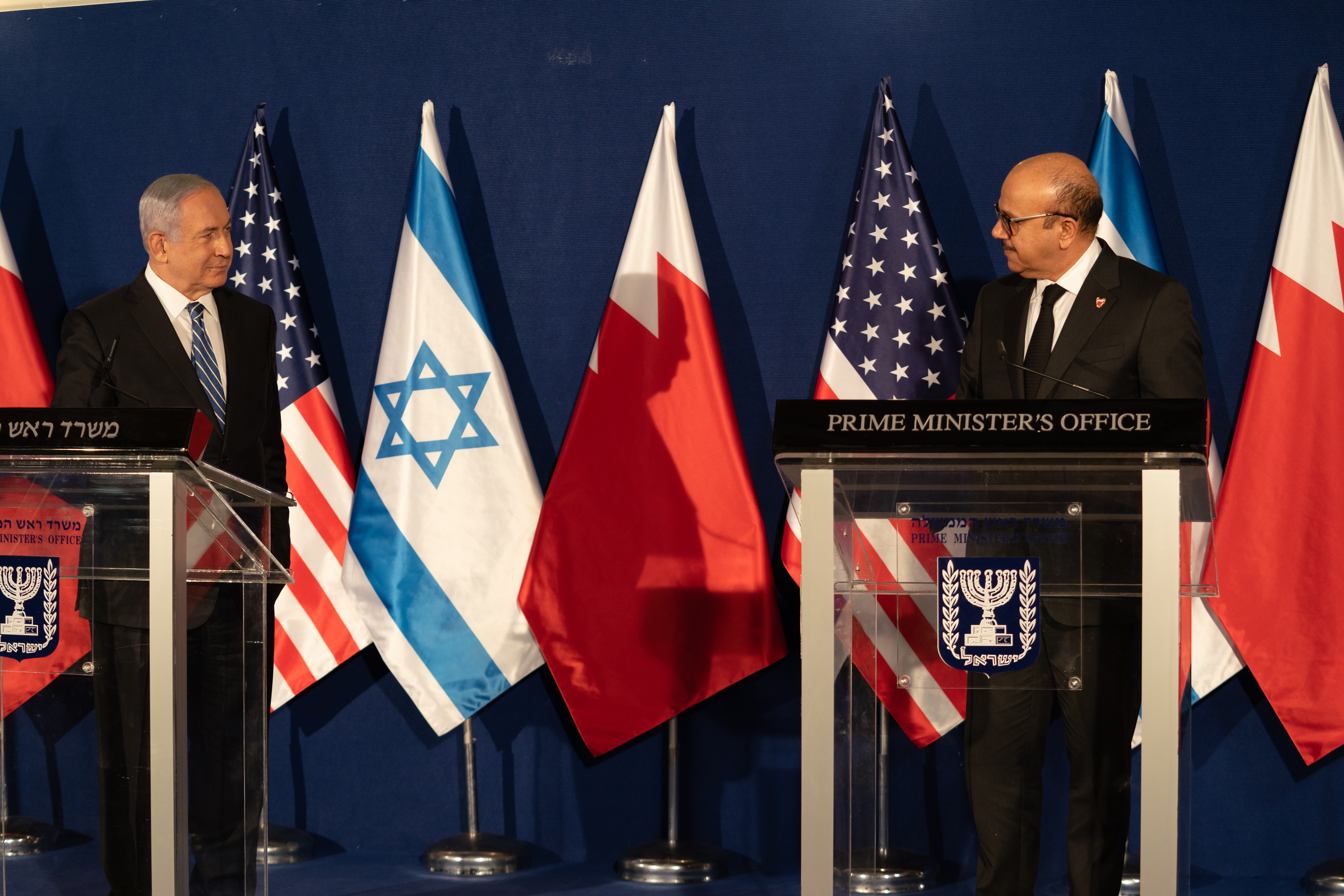
Benyamin Netanyahou, à gauche, lors d’une conférence de presse avec le ministre des Affaires étrangères de Bahreïn, Abdullatif bin Rashid Al Zayani, en novembre 2020.

Alors que le Likoud est arrivé en tête du scrutin, Netanyahou est chargé de former un gouvernement le 6 avril. Il doit cependant retourner son mandat au chef de l'État sur un constat d'échec le 4 mai, puisque après 28 jours de négociations, il n'est effectivement pas parvenu à rallier les soutiens de ses anciens ministres Naftali Bennett et Gideon Sa'ar, dont les suffrages sont indispensables pour bénéficier de l'appui d'une majorité parlementaire. Les partis de droite soutenant Benyamin Netanyahou recommandent sans succès au président Rivlin de ne pas désigner de nouveau mandataire et de renvoyer la formation du futur exécutif à la Knesset, ce qui garantirait une nouvelle chance au Premier ministre sortant de se maintenir au pouvoir. Le président de l'État choisit cependant de confier la tâche à Yaïr Lapid.
Le 30 mai 2021, Naftali Bennett annonce qu'il est disposé à former un gouvernement d'union nationale avec Yesh Atid, le parti de Yaïr Lapid et d'autres partis de droite, du centre et de gauche afin d'écarter du pouvoir Benyamin Netanyahou, et de lui succéder. En dépit de sa proximité idéologique avec Benjamin Netanyahu, les deux hommes ne s’apprécient guère sur le plan personnel et s’invectivent en période électorale. Lapid reçoit le soutien des partis Yamina, Nouvel Espoir, Israel Beytenou, du Parti travailliste israélien et du Meretz, ainsi que de Bleu et blanc. Le 3 juin, après un accord avec la Liste arabe unie, Lapid annonce avoir réussi à former une coalition. Bennett doit être Premier ministre durant les deux premières années, avant que Lapid, qui sera entretemps ministre des Affaires étrangères et Premier ministre par alternance, ne lui succède jusqu'au terme de la législature, en 2025. Le 11 juin, dans une ultime tentative d'empêcher la formation du gouvernement Lapid-Bennett et de reformer son alliance avec Bleu et blanc, Netanyahou propose à Benny Gantz de démissionner immédiatement et que celui-ci soit Premier ministre pendant trois années.
Le 13 juin 2021, le gouvernement Bennett-Lapid est approuvé par un vote de la Knesset, avec seulement 60 voix pour et 59 contre. Après plus de douze années consécutives passés au pouvoir et quinze années au total, Benyamin Netanyahou cède ses fonctions à Naftali Bennett le jour-même.

### Retour dans l'opposition (2021-2022)
Benyamin Netanyahou refuse la traditionnelle cérémonie publique de transfert de pouvoirs et l’entretien de transition avec son successeur est des plus sommaires. Bennett laisse Netanyahou et sa famille prolonger leur séjour dans la résidence officielle du Premier ministre.

### Sixième gouvernement (depuis 2022)
Benyamin Netanyahou est le chef de file et candidat au poste de chef du gouvernement de son parti pour les élections législatives anticipées de 2022.

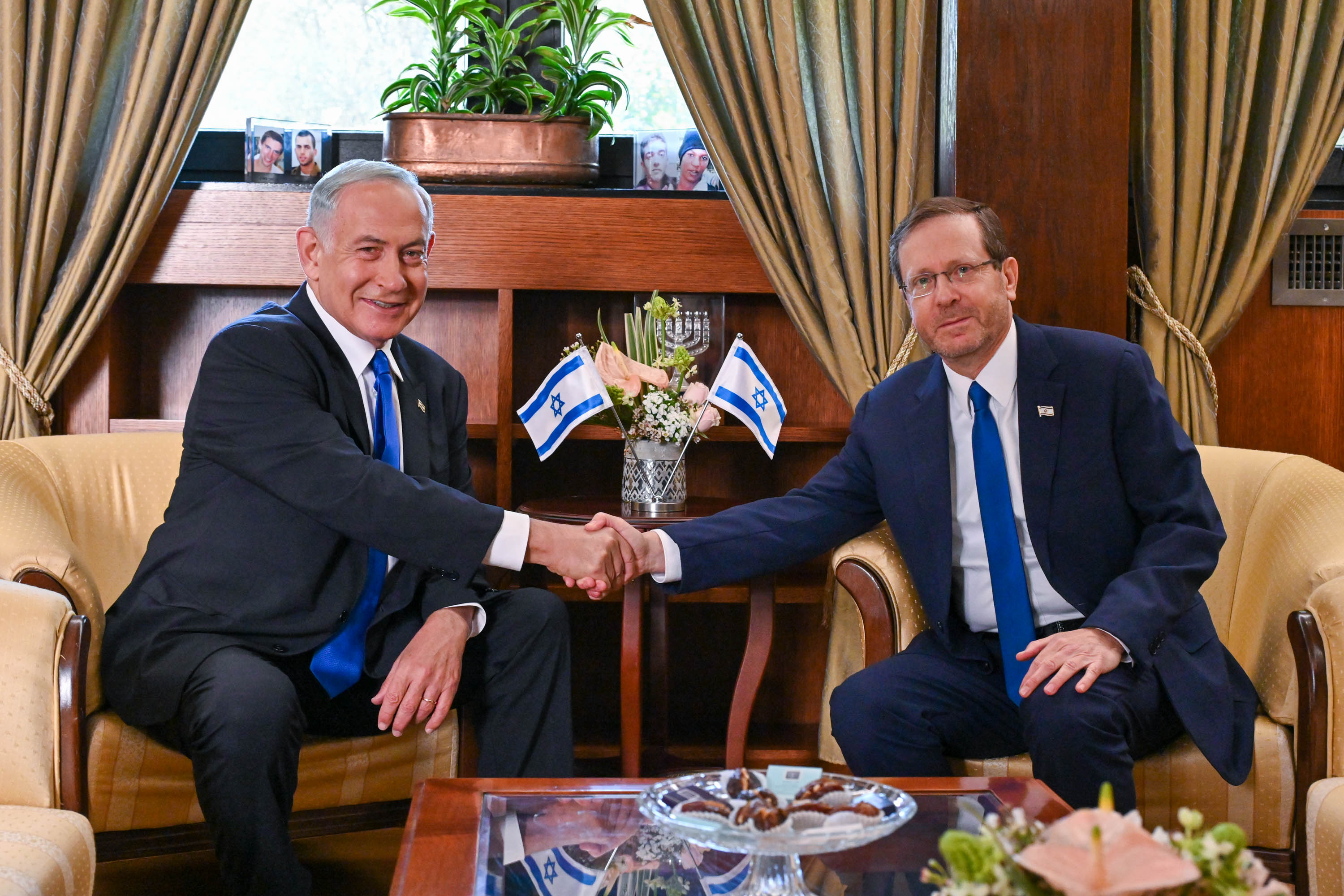
Le président Isaac Herzog, à droite, confie la tâche de former un nouveau gouvernement au chef du Likoud, Benyamin Netanyahou, le 13 novembre 2022.

Le 1er novembre 2022, le Likoud et ses alliés d'extrême droite remportent une majorité de 64 sièges à la Knesset, permettant ainsi le retour probable de Netanyahou au poste de Premier ministre. Le 13 novembre suivant, Netanyahou est officiellement désigné pour former un gouvernement par le président Isaac Herzog. Le 8 novembre, il demande un délai supplémentaire de dix jours, jusqu'au 21 décembre, afin de pouvoir signer des accords de coalition et constituer un gouvernement de coalition. À quelques minutes de la fin du délai, il annonce avoir constitué une coalition. Le 29 décembre, le nouveau gouvernement de Benyamin Netanyahou est investi par la Knesset, obtenant l'approbation de 63 députés,. Ce gouvernement est considéré comme le plus à droite de l'histoire du pays, intégrant des partis d'extrême droite et les ultraorthodoxes, tandis que seulement cinq femmes y siègent.
Au sein de la coalition, Itamar Ben-Gvir souhaite autoriser les chefs d’entreprise à discriminer leurs clients, notamment en les autorisant à refuser des services pour causes religieuses, ce qui concerne les personnes homosexuelles ou non-juives. Netanyahou défend pour sa part que « Les accords de coalition ne permettent pas de discriminer les personnes LGBT ou de porter atteinte à leurs droits de recevoir des services comme n'importe quel citoyen en Israël. Le Likoud garantira qu'aucun préjudice ne sera fait aux personnes LGBT ni à quelque autre citoyen ».
Benyamin Netanyahou donne son accord à un projet de loi présenté par Ben-Gvir pour une immunité totale des soldats israéliens accusés de crimes de guerre. En 2016, Netanyahou avait déjà publiquement appelé à l'amnistie d'un soldat israélien qui avait exécuté d’une balle dans la tête un combattant palestinien blessé.
La Cour suprême invalide en janvier 2023 la nomination des ministres de l'Intérieur et de la Santé, Aryé Dery, véritable numéro deux du gouvernement, en raison de ses condamnations pour corruption et fraude fiscale. Les députés de la majorité de Benyamin Netanyahou à la Knesset avaient voté en décembre 2022 un texte de loi, baptisée « loi Déri » par la presse, autorisant une personne reconnue coupable d'un crime d'entrer au gouvernement,.

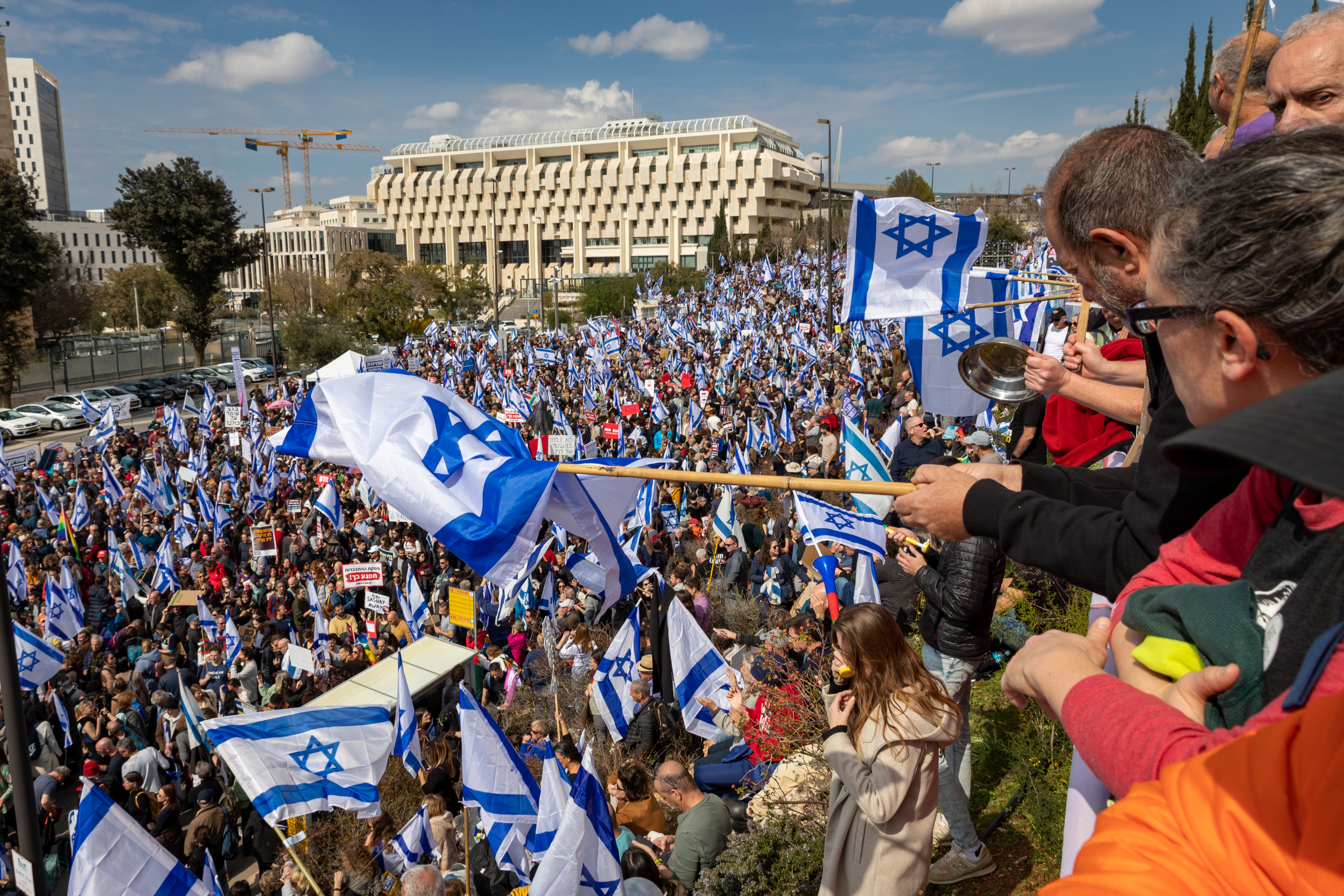
Manifestation à Jérusalem contre la réforme judiciaire, 13 février 2023.

Son projet de réforme judiciaire (en) permettant à la Knesset de déroger aux décisions de la Cour suprême, provoque des manifestations, notamment à Tel Aviv,,. Selon Le Monde diplomatique, cette réforme « permettra de faire sauter les derniers verrous judiciaires freinant le développement de la colonisation ».
Le 12 février 2023, Benyamin Netanyahou annonce la légalisation de neuf colonies illégales en Cisjordanie occupée.
Le 26 mars, il limoge le ministre de la Défense Yoav Gallant après que celui-ci a critiqué la réforme judiciaire. Le lendemain 27 mars, devant l'ampleur des manifestations et l'annonce d'une grève nationale générale par la fédération syndicale Histadrout, suivie par les autres syndicats et les grandes entreprises qui ont annoncé leur participation, Netanyahou renonce au limogeage de Gallant et annonce la suspension des travaux sur le projet de réforme et le report du vote sur celui-ci,.
Netanyahou affronte un conflit majeur avec le Hamas à partir d'octobre 2023, à la suite d'une attaque du mouvement islamiste et nationaliste palestinien le 7 octobre. Ces attaques à grande échelle, considérées comme terroristes par le gouvernement israélien et la plupart des pays occidentaux, lancées depuis la bande de Gaza sur le territoire d'Israël sont les plus meurtrières depuis la création d'Israël en 1948, avec près de 1 200 morts, en majorité des civils. En réponse, Netanyahou ordonne une campagne de bombardements sur la bande de Gaza ainsi qu'un blocus total, et, appelant à l'unité nationale, forme un cabinet de guerre. Il mène également une invasion de la bande de Gaza contestée par nombre de pays mais soutenue par les États-Unis, dans le but d'éliminer définitivement le Hamas et d'occuper la bande de Gaza, ainsi que des incursions en Cisjordanie occupée. Sa responsabilité dans l'attaque du 7 octobre est mise en avant par les médias israéliens ainsi que nombre de personnes. Ce n'est qu'en mai 2024 qu'il semble assumer une part de responsabilités en tant que chef du gouvernement dans l'échec subi le 7 octobre 2023, tout en rejetant la faute sur les services de renseignement : « Le premier devoir du gouvernement est de protéger la population. C’est l’ultime responsabilité du gouvernement. La population n’a pas été protégée. Nous devons l’admettre » mais tout de suite après, il semble rejeter la principale responsabilité sur les services de renseignement quand son interlocuteur lui demande s'il n'a pas subi un échec : « Moi et tout le monde. Je pense que nous devons examiner comment tout cela est arrivé. Quel a été l’échec en matière de renseignement ? ».
Le 1er janvier 2024, la Cour suprême invalide l'une des principales dispositions du projet de réforme judiciaire controversée, celle visant à l'empêcher d'annuler des décisions gouvernementales jugées « déraisonnables ».
Le 6 mars, une commission d'enquête dénonce dans son rapport la responsabilité personnelle de Benyamin Netanyahou dans la bousculade du mont Méron, un mouvement de foule qui a fait 45 morts et plus de 150 blessés le 30 avril 2021, durant un pèlerinage au mont Méron à l'occasion des festivités de Lag Ba'omer,.
Le 20 mai 2024, Karim Khan, procureur auprès de la Cour pénale internationale, soumet une requête à la Cour pour la délivrance d’un mandat d’arrêt contre Benyamin Netanyahou, en même temps que contre son ministre de la Défense Yoav Gallant et que contre plusieurs hauts responsables du Hamas.
Le 17 juin 2024, Benyamin Netanyahou dissout le cabinet de guerre après les démissions de Benny Gantz et Gadi Eizenkot quelques semaines plus tôt.

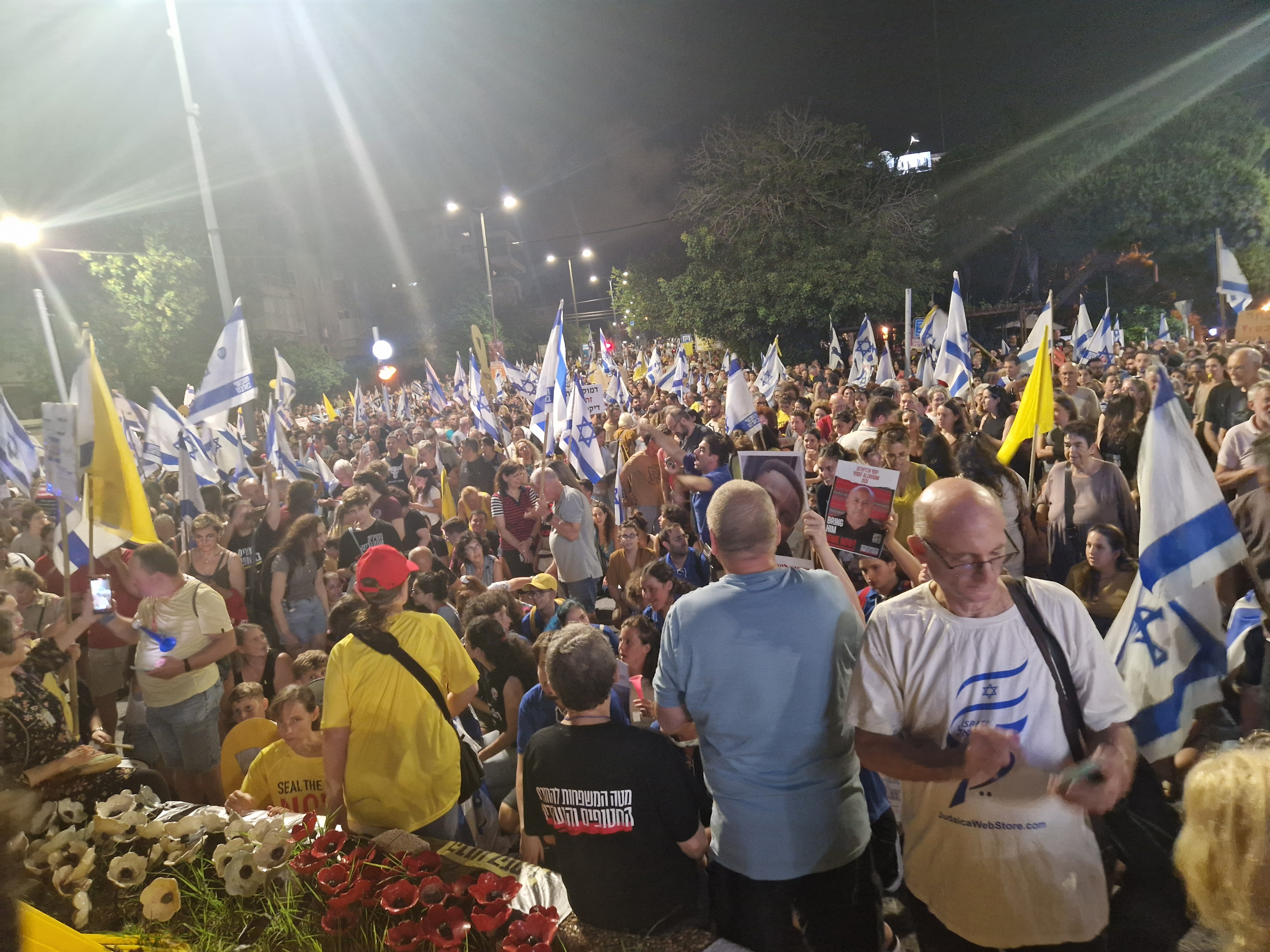
Manifestations à Haïfa, le 1 septembre 2024.

En parallèle de l'offensive à Gaza, Netanyahou est accusé de ne pas tenir compte de la sécurité des otages israéliens enlevés durant l'attaque d'octobre 2023, et retenus captifs dans la bande de Gaza par le Hamas et des groupes alliés. Il est ainsi accusé par les familles des otages de les avoir abandonnés et de poursuivre la guerre pour se maintenir au pouvoir en refusant la possibilité d'une trêve. Il est aussi confronté à de multiples manifestations, notamment en septembre 2024, après l'exécution de six otages à Gaza,.
Dans le contexte de la guerre entre Israël et le Hezbollah débutée en octobre 2023, il mène une campagne de bombardements massifs au Liban dénoncée par la communauté internationale, qui font 1 500 morts à la date du 10 octobre selon les Nations Unies, tandis que des opérations terrestres commencent le 30 septembre 2024. Au Liban, cette guerre fait plus de 4 000 morts et 16 600 blessés, en majorité des civils, et 1,4 million de déplacés. 790 femmes et 316 enfants figurent parmi les tués. Un accord de cessez-le-feu entre en vigueur le 27 novembre 2024 mais n'est cependant que partiellement respecté par l'armée israélienne, qui effectue régulièrement des frappes aériennes sur le Liban et continue d'occuper de nombreuses localités dans le sud du pays.
En désaccord avec le ministre de la Défense Yoav Gallant sur la conduite de la guerre, Netanyahou limoge celui-ci en novembre 2024, et le remplace par Israël Katz.
Le 21 novembre 2024, la Cour pénale internationale émet les mandats d'arrêt contre le Premier ministre israélien et son ancien ministre de la Défense Gallant, selon la requête déposée, par le procureur Karim Kahn, en mai dernier,. Netanyahou dénonce un « procès Dreyfus » à son encontre.
L'opposition israélienne ainsi que de nombreux observateurs internationaux pointent la dérive autoritaire de Netanyahu, du Likoud et de son gouvernement, qui menace Israël d'entrer dans le club des démocraties illibérales aux côtés de la Hongrie ou bien de la Turquie,,.

## Affaires judiciaires

### Corruption
À partir de 2016, Benyamin Netanyahou est notamment accusé de corruption. Une première affaire concerne des cadeaux au Premier ministre et aux membres de sa famille dont la valeur s’élèverait à un million de shekels (environ 230 000 euros) reçus entre 2007 et 2016 sous forme de cigares, de bouteilles de champagne et de bijoux. Une deuxième affaire concerne un accord secret que Netanyahou aurait sans succès tenté de passer avec le propriétaire du Yediot Aharonot pour une couverture favorable de la part de ce journal contre la promesse d'organiser la baisse de la diffusion du quotidien gratuit Israel Hayom. Dans une troisième affaire, il est accusé d'avoir favorisé le groupe de télécommunications Bezeq — en validant des régulations profitant à Shaul Elovitch, l’actionnaire contrôlant Bezeq, malgré l’opposition des responsables du ministère des Communications — en échange d’une couverture à son avantage par le journal sur Internet de Elovitch, Walla! (en).
Benyamin Netanyahou nie ces accusations et déclare qu'il restera à son poste « encore de nombreuses années ». Le 28 février 2019, après deux ans d'enquête et en pleine campagne électorale, le procureur général de l'État d'Israël, Avichaï Mandelblit, annonce sa mise en cause dans ces trois affaires, pour corruption, fraude et abus de confiance. Plusieurs milliers d'Israéliens manifestent alors pour sa démission. La décision d'inculpation formelle ne pourra être prononcée qu'après une longue procédure,.
Le nom de Netanyahou est cité dans d'autres affaires. En 2016, l'homme d'affaires franco-israélien Arnaud Mimran affirme avoir versé un million d'euros à Benyamin Netanyahou pour financer ses campagnes électorales ; ce possible don, que le Premier ministre israélien dément, ne violerait pas la loi française mais serait contraire au droit israélien sur les dépenses électorales. Par ailleurs, Nir Hefetz, un ancien conseiller de Benyamin Netanyahou, est soupçonné d’avoir soudoyé une juge en 2015 pour éviter de potentielles poursuites contre Sara Netanyahou.
Le 21 novembre 2019, le procureur général d'Israël, Avichaï Mandelblit, annonce sa décision d'inculper Benyamin Netanyahou pour corruption, fraude et abus de confiance dans le cadre de l'affaire des 4000 (octroi de faveurs au groupe de télécommunications Bezeq en échange d’une couverture à son avantage par le journal sur Internet Walla! (en)) et pour fraude et abus de confiance dans les deux affaires des 1000 (cadeaux dont il a bénéficié avec sa famille) et des 2000 (demande d'une couverture médiatique plus favorable au propriétaire du quotidien Yediot Aharonot en échange de l'organisation de la baisse de la diffusion du quotidien gratuit Israel Hayom),. Benyamin Netanyahou dénonce « une tentative de coup d'État ». Il est contraint de quitter ses portefeuilles ministériels qu'il détient encore, à savoir ceux de la Santé, de l'Agriculture et de la Diaspora.
Le 1er janvier 2020, le Premier ministre demande à la Knesset de voter son immunité parlementaire. Cette décision empêche son procès de se tenir tant que la Knesset n'a pas statué sur cette demande, ce qui paraissait impossible avant les élections prévues en mars 2020. Toutefois, le 12 janvier, le conseiller juridique de la Knesset autorise le débat sur l’immunité de Benyamin Netanyahou qui devrait donc pouvoir se tenir avant les élections. Le 28 janvier, Benyamin Netanyahou, dénonçant un « cirque de l’immunité », retire sa demande d'immunité et, le même jour, le procureur général dépose l’acte d’accusation contre le Premier ministre — le premier contre un Premier ministre israélien en exercice — devant le tribunal de district de Jérusalem.
Après les élections de mars 2020 et l'accord entre Netanyahou et Gantz pour former un gouvernement — un gouvernement d'union est formé dont les deux hommes prendront successivement la tête, Netanyahou le premier pour 18 mois puis Benny Gantz pour la même durée. Entretemps, Gantz est ministre de la défense et puis obtient le titre de vice-premier ministre — la Cour suprême d’Israël est saisie de diverses plaintes visant à interdire à Benyamin Netanyahou de rester Premier ministre alors qu'il est inculpé pour corruption et visant aussi la légalité de l'accord Netanyahou-Gantz. Le 6 mai, la juridiction fait savoir que l'accord entre Netanyahou et Gantz ne viole pas la loi et que Netanyahou a droit à la présomption d'innocence avant son procès. Il peut ainsi former le nouveau gouvernement.
Reporté de deux mois en raison de la pandémie de Covid-19, le procès commence le 24 mai en présence du Premier ministre mais est ajourné sine die après une heure de débats. Le procès reprend le 5 avril 2021. La reprise du procès est fixée au 19 juillet.
La date de sa déposition dans son procès pour corruption, fraude et abus de confiance est fixée au 2 décembre 2024. Après un report de la date, Netanyahou comparaît finalement le 10 décembre 2024 et devient alors le premier Premier ministre israélien en exercice à témoigner devant un tribunal. Le 3 juin 2025 débute l'interrogatoire par l'accusation ou contre-interrogatoire de Netanyou.

### Accusations de crimes de guerre et de crimes contre l'humanité
En 2021, une plainte est déposée auprès de la Cour pénale internationale contre Benyamin Netanyahou en raison de bombardements ciblés contre la branche armée du Hamas palestinien qui ont causé des pertes civiles dans la bande de Gaza.
Le 20 mai 2024, Karim Khan, procureur de la Cour pénale internationale, demande à la CPI de délivrer un mandat d'arrêt pour des crimes de guerre et crimes contre l’humanité présumés contre Benyamin Netanyahou, en même temps que contre son ministre de la Défense Yoav Gallant et que contre plusieurs hauts responsables du Hamas. Lui et son ministre sont accusés de « provoquer l'extermination, provoquer la famine comme méthode de guerre, y compris le refus de l'aide humanitaire, cibler délibérément les civils dans les conflits » alors que les accusations contre les responsables du Hamas incluent « l’extermination », « le viol et d’autres formes de violence sexuelle », « la prise d’otages en tant que crime de guerre » et « le fait de diriger intentionnellement des attaques contre la population civile ».
Le 21 novembre, la CPI accède à la requête de Karim Khan et émet des mandats d'arrêt à l'encontre de Benyamin Netanyahou, Yoav Gallant pour « crimes contre l’humanité et crimes de guerre commis au moins à partir du 8 octobre 2023 jusqu’au 20 mai 2024 au moins, jour où l’accusation a déposé les demandes de mandats d’arrêt » et Mohammed Deïf, chef militaire du Hamas.

## Détail des mandats et fonctions

### Premier ministre
- du 18 juin 1996 au 6 juillet 1999 (1er gouvernement)
- du 31 mars 2009 au 18 mars 2013 (2e gouvernement)
- du 18 mars 2013 au 14 mai 2015 (3e gouvernement)
- du 14 mai 2015 au 17 mai 2020 (4e gouvernement)
- du 17 mai 2020 au 13 juin 2021 (5e gouvernement)
- depuis le 29 décembre 2022 (6e gouvernement)

### Ministre
- Ministre du Logement du 18 juin 1996 au 6 juillet 1999.
- Ministre des Affaires religieuses :
  - du 18 juin 1996 au 7 août 1996 ;
  - du 12 août 1997 au 22 août 1997 ;
  - du 20 janvier 1998 au 25 février 1998.
- Ministre de la Justice du 18 juin 1996 au 4 septembre 1996.
- Ministre des Finances :
  - du 18 juin 1996 au 9 juillet 1997 (ministre des Finances et des Sciences) ;
  - du 18 décembre 1998 au 23 février 1999 ;
  - du 28 février 2003 au 9 août 2005.
- Ministre des Affaires étrangères :
  - du 6 novembre 2002 au 28 février 2003 ;
  - du 18 décembre 2012 au 11 novembre 2013 ;
  - du 14 mai 2015 au 17 février 2019.
- Ministre de la Santé :
  - du 31 mars 2009 au 18 mars 2013 (ministre des Retraités, de la Santé et de la Stratégie économique) ;
  - du 14 mai 2015 au 2 septembre 2015 ;
  - du 28 novembre 2017 au 29 décembre 2019.
- Ministre de la Coopération régionale du 14 mai 2015 au 26 décembre 2016.
- Ministre des Communications : 
  - du 14 mai 2015 au 21 février 2017 ;
  - du 26 juin 2019 au 1er juillet 2019.
- Ministre de l'Immigration et de l'Absorption du 18 novembre 2018 au 24 décembre 2018.
- Ministre de l'Éducation du 4 juin 2019 au 23 juin 2019.
- Ministre de la Défense du 18 novembre 2018 au 12 novembre 2019.
- Ministre de la Diaspora du 28 octobre 2019 au 1er janvier 2020.
- Ministre du Travail, des Affaires sociales et des Services sociaux du 15 novembre 2019 au 1er janvier 2020.
- Ministre de l'Agriculture et du Développement rural (intérim) du 15 novembre 2019 au 20 janvier 2020.
- Ministre de la Construction et du Logement du 15 septembre 2020 au 14 octobre 2020.

### Vice-ministre
Vice-ministre des Affaires étrangères :
- du 26 décembre 1988 au 11 juin 1990 ;
- du 25 juin 1990 au 11 novembre 1991.

### Député à la Knesset
Député depuis 1996

### Président du Likoud
- du 3 février 1993 au 6 juillet 1999
- depuis le 20 décembre 2005

## Au cinéma
Dans le film Incitement de Yaron Zilberman, Benyamin Netanyahou est présenté comme étant l’un des artisans des conditions ayant mené à l’assassinat d’Yitzhak Rabin. La ministre de la Culture israélienne Miri Regev a exprimé son désaccord quant à la façon dont le film traite de ces évènements.